# 神社一覧
神社一覧（じんじゃいちらん）では、日本で全国的に著名な神社、および日本以外の神社を掲載している。
| 目次 | 目次 | 目次 | 目次 | 目次 | 目次 | 目次 | 目次 | 目次 | 目次 | 目次 |
| ---- | ---- | ---- | ---- | ---- | ---- | ---- | ---- | ---- | ---- | ---- |
| わ   | ら   | や   | ま   | は   |      | な   | た   | さ   | か   | あ   |
|      | り   |      | み   | ひ   |      | に   | ち   | し   | き   | い   |
| を   | る   | ゆ   | む   | ふ   |      | ぬ   | つ   | す   | く   | う   |
|      | れ   |      | め   | へ   |      | ね   | て   | せ   | け   | え   |
| ん   | ろ   | よ   | も   | ほ   |      | の   | と   | そ   | こ   | お   |

## あ
- 阿為神社（あいじんじゃ）（大阪府茨木市安威） 延喜式神名帳に『摂津国島下郡　阿為神社　鍬靫』と記されている式内社。苗森神社とも云われる。
- 阿閇神社（あえじんじゃ）（兵庫県加古郡播磨町）
- 敢國神社（あえくにじんじゃ）（三重県伊賀市）（伊賀国一宮）
- 青井阿蘇神社（あおいあそじんじゃ）（熊本県人吉市）
- 青島神社（あおしまじんじゃ）（宮崎県宮崎市）
- 赤城神社（あかぎじんじゃ）
  - 本宮：赤城神社（あかぎじんじゃ）（群馬県前橋市富士見町）（大洞赤城神社）
  - 本宮：赤城神社（あかぎじんじゃ）（群馬県前橋市三夜沢町）（三夜沢赤城神社）
  - 本宮：二宮赤城神社（にのみやあかぎじんじゃ）（群馬県前橋市二之宮町）
  - 赤城神社（あかぎじんじゃ）（東京都新宿区）
  - 赤城神社（あかぎじんじゃ）（東京都足立区）
  - 元赤城神社（もとあかぎじんじゃ）（東京都新宿区）
  - ⇒赤城神社
- 赤坂氷川神社（あかさかひかわじんじゃ）（東京都港区）⇒ 氷川神社（ひかわじんじゃ）
- 赤間神宮（あかまじんぐう）（山口県下関市）
- 秋田諏訪宮（あきたすわぐう）（秋田県美郷町）
- 秋葉山本宮秋葉神社（あきはさんほんぐうあきはじんじゃ）（浜松市天竜区春野町）（秋葉神社総本社）
  - 上社（かみしゃ）（春野町領家841）
  - 下社（しもしゃ）（春野町領家328）
- 秋葉神社（あきはじんじゃ）
  - 総本社：秋葉山本宮秋葉神社（あきはさんほんぐうあきはじんじゃ）（浜松市天竜区）
  - 秋葉神社（あきはじんじゃ）（さいたま市西区）（関東総社秋葉神社）
  - ⇒秋葉神社
- 秋葉神社（あきばじんじゃ）
  - 秋葉神社（あきばじんじゃ）（長野県長野市）
  - ⇒秋葉神社
- 秋葉山神社（あきばやまじんじゃ）（青森県八戸市）
- 阿伎留神社（あきるじんじゃ）（東京都あきる野市）
- 開口神社（あぐちじんじゃ）（堺市堺区）
- 安積国造神社（あさかくにつこじんじゃ）（福島県郡山市）
- 浅草神社（あさくさじんじゃ）（東京都台東区）（三社権現、三社様）
- 旦椋神社（あさくらじんじゃ）（京都府宇治市）
- 安里八幡宮（あさとはちまんぐう）（沖縄県那覇市）
- 旭岡山神社（あさひおかやまじんじゃ）（秋田県横手市）
- 浅間神社（あさまじんじゃ）
  - 総本宮：富士山本宮浅間大社（ふじさんほんぐうせんげんたいしゃ）（静岡県富士宮市）（駿河国一宮）
  - 浅間神社（あさまじんじゃ）（山梨県笛吹市）（甲斐国一宮）
  - 河口浅間神社（かわぐちあさまじんじゃ）（山梨県富士河口湖町）（浅間神社）
  - ⇒浅間神社
- 阿志都弥神社・行過天満宮（あしづみじんじゃ・ゆきすぎてんまんぐう）（滋賀県高島市）
- 蘆別神社（あしべつじんじゃ）（北海道芦別市）
- 飛鳥坐神社（あすかにいますじんじゃ）（奈良県明日香村）
- 飛鳥戸神社（あすかべじんじゃ）（大阪府羽曳野市）
- 足助八幡宮（あすけはちまんぐう）（愛知県豊田市）
- 阿蘇四社（あそししゃ）
  - 阿蘇神社（あそじんじゃ）（熊本県阿蘇市）（阿蘇神社総本社、肥後国一宮）
  - 甲佐神社（こうさじんじゃ）（熊本県甲佐町）
  - 郡浦神社（こうのうらじんじゃ）（熊本県宇城市）
  - 健軍神社（けんぐんじんじゃ）（熊本市東区）
- 安曽神社（あそじんじゃ）（長野県上田市）
- 阿蘇神社（あそじんじゃ）
  - 総本社：阿蘇神社（あそじんじゃ）（熊本県阿蘇市）（肥後国一宮）
  - 青井阿蘇神社（あおいあそじんじゃ）（熊本県人吉市）
  - 小川阿蘇神社（おがわあそじんじゃ）（熊本県宇城市）
  - 豊福阿蘇神社（とよふくあそじんじゃ）（熊本県宇城市）
  - 山森阿蘇神社（やまもりあそじんじゃ）（熊本県和水町）
  - ⇒阿蘇神社
- 愛宕神社（あたごじんじゃ）
  - 総本社：愛宕神社（あたごじんじゃ）（京都市右京区）
  - 愛宕神社（あたごじんじゃ）（茨城県笠間市）
  - 愛宕神社（あたごじんじゃ）（京都府亀岡市）
  - ⇒愛宕神社
- 安達太良神社（あだたらじんじゃ）（福島県本宮市）
- 熱田神宮（あつたじんぐう）（名古屋市熱田区）
- 穴師坐兵主神社（あなしにますひょうずじんじゃ）（奈良県桜井市）
- 穴八幡宮（あなはちまんぐう）（東京都新宿区）
- 穴守稲荷神社（あなもりいなりじんじゃ）（東京都大田区）
- 安仁神社（あにじんじゃ）（岡山市東区）
- 油日神社（あぶらひじんじゃ）（滋賀県甲賀市）
- 阿部野神社（あべのじんじゃ）（大阪市阿倍野区）
- 天津神社（あまつじんじゃ）（新潟県糸魚川市）（越後国一宮）
- 天石立神社（あまのいわたてじんじゃ）（奈良県奈良市）
- 天岩戸神社（あまのいわとじんじゃ）（宮崎県高千穂町）
- 天手長男神社（あめのたながおじんじゃ）（長崎県壱岐市）（壱岐国一宮）
- 天久宮（あめくぐう）（沖縄県那覇市）
- 天穂日命神社（あめのほひのみことじんじゃ）（鳥取県鳥取市）
- 荒島神社（あらしまじんじゃ）（和歌山県田辺市）
- 有明山神社（ありあけさんじんじゃ）（長野県安曇野市）
- 有鹿神社（あるかじんじゃ）（神奈川県海老名市）
- 阿禮神社（あれいじんじゃ）（長野県塩尻市）
- 粟鹿神社（あわがじんじゃ）（兵庫県朝来市）（但馬国一宮）
- 淡島神社（あわしまじんじゃ）
  - 淡島神社（あわしまじんじゃ）（東京都町田市）（根岸淡島神社）
  - 淡島神社（あわしまじんじゃ）（北九州市門司区）
  - ⇒淡島神社
- 淡嶋神社（あわしまじんじゃ）⇒ 淡島神社（あわしまじんじゃ）嶋
  - 総本社：淡嶋神社（あわしまじんじゃ）（和歌山県和歌山市）
  - ⇒淡嶋神社
- 粟島神社（あわしまじんじゃ）
  - 粟島神社（あわしまじんじゃ）（鳥取県米子市）
  - ⇒粟島神社
- 粟嶋神社（あわしまじんじゃ）⇒ 粟島神社（あわしまじんじゃ）
  - 粟嶋神社（あわしまじんじゃ）（和歌山県海南市）
  - ⇒粟嶋神社
- 安房神社（あわじんじゃ）（千葉県館山市）（安房国一宮）
- 安閑神社（あんかんじんじゃ）（滋賀県高島市）

## い
- 飯香岡八幡宮（いいがおかはちまんぐう）（千葉県市原市）
- 飯生神社（いいなりじんじゃ）（北海道長万部町）
- 井伊谷宮（いいのやぐう）（浜松市浜名区）
- 粒坐天照神社（いいぼにますあまてらすじんじゃ）（兵庫県たつの市）（龍座神社）
- 伊香具神社（いかぐじんじゃ）（滋賀県長浜市）
- 伊甘神社（いかんじんじゃ）（島根県浜田市）（石見国総社）
- 雷神社（いかづちじんじゃ、いかずちじんじゃ）
  - 雷神社（いかづちじんじゃ）（兵庫県豊岡市）
  - 雷神社（いかづちじんじゃ）（福岡県糸島市）（雷神宮）
  - ⇒雷神社
- 坐摩神社（いかすりじんじゃ、ざまじんじゃ）（大阪市中央区）
- 伊加奈志神社（いかなしじんじゃ）（愛媛県今治市）（伊予国総社）
- 伊香保神社（いかほじんじゃ）（群馬県渋川市）
- 息栖神社（いきすじんじゃ）（茨城県神栖市）
- 生国魂神社（いくくにたまじんじゃ）（大阪市天王寺区）
- 生島足島神社（いくしまたるしまじんじゃ）（長野県上田市）
- 生田神社（いくたじんじゃ）（神戸市中央区）
- 往馬坐伊古麻都比古神社（いこまにいますいこまつひこじんじゃ）（奈良県生駒市）（往馬大社）
- 率川神社（いさがわじんじゃ）（奈良県奈良市）（率川坐大神御子神社、大神神社摂社）
- 伊佐須美神社（いさすみじんじゃ）（福島県会津美里町）
- 伊弉諾神宮（いざなぎじんぐう）（兵庫県淡路市）（淡路国一宮）
- 伊射波神社（いざわじんじゃ）（三重県鳥羽市）（志摩国一宮）
- 伊雑宮（いざわのみや）（三重県志摩市）（皇大神宮別宮、志摩国一宮）
- 石嘉波神社（いしかじんじゃ）（沖縄県本部町）
- 石切剣箭神社（いしきりつるぎやじんじゃ）（大阪府東大阪市）
- 石作神社・玉作神社（いしつくりじんじゃ・たまつくりじんじゃ）（滋賀県長浜市）
- 石津神社（いしづじんじゃ）（堺市堺区）（石津大社）
- 石鎚神社（いしづちじんじゃ）（愛媛県西条市）
- 伊豆山神社（いずさんじんじゃ）（静岡県熱海市）
- 出石神社（いずしじんじゃ）（兵庫県豊岡市）（但馬国一宮）
- 泉穴師神社（いずみあなしじんじゃ）（大阪府泉大津市）
- 泉井上神社（いずみいのうえじんじゃ）（大阪府和泉市）
- 和泉五社総社（いずみごしゃそうしゃ）（大阪府和泉市）（泉井上神社境内社、和泉国総社）
- 出雲大社（いずもおおやしろ）（島根県出雲市）（出雲国一宮）
  - 出雲大社大阪分祠（いずもおおやしろおおさかぶんし）（堺市東区）
  - 出雲大社東京分祠（いずもおおやしろとうきょうぶんし）（東京都港区）
  - 出雲大社松山分祠（いずもおおやしろまつやまぶんし）（愛媛県松山市）
- 出雲大神宮（いずもだいじんぐう）（京都府亀岡市）（丹波国一宮）
- 伊勢神宮（いせじんぐう）（三重県伊勢市）（神宮）
  - 正宮（しょうぐう）
    - 内宮（ないくう) ：皇大神宮（こうたいじんぐう）（三重県伊勢市宇治館町）
    - 外宮（げくう) ：豊受大神宮（とようけだいじんぐう）（三重県伊勢市豊川町）

  - 別宮（べつぐう）（内宮別宮）
    - 荒祭宮（あらまつりのみや）（三重県伊勢市宇治館町）
    - 月讀宮（つきよみのみや）（三重県伊勢市中村町）
    - 月讀荒御魂宮（つきよみのあらみたまのみや）（三重県伊勢市中村町）⇒ 月讀宮（つきよみのみや）
    - 伊佐奈岐宮（いざなぎのみや）（三重県伊勢市中村町）⇒ 月讀宮（つきよみのみや）
    - 伊佐奈弥宮（いざなみのみや）（三重県伊勢市中村町）⇒ 月讀宮（つきよみのみや）
    - 瀧原宮（たきはらのみや）（三重県大紀町）
    - 瀧原竝宮（たきはらならびのみや）（三重県大紀町）⇒ 瀧原宮（たきはらのみや）
    - 伊雑宮（いざわのみや）（三重県志摩市）（志摩国一宮）
    - 風日祈宮（かざひのみのみや）（三重県伊勢市宇治館町）
    - 倭姫宮（やまとひめのみや）（三重県伊勢市楠部町）

  - 別宮（べつぐう）（外宮別宮）
    - 多賀宮（たかのみや）（三重県伊勢市豊川町）
    - 土宮（つちのみや）（三重県伊勢市豊川町）
    - 月夜見宮（つきよみのみや）（三重県伊勢市宮後）
    - 風宮（かぜのみや）（三重県伊勢市豊川町）

  - ⇒神宮125社
- 伊勢山皇大神宮（いせやまこうたいじんぐう）（横浜市西区）
- 石上神宮（いそのかみじんぐう）（奈良県天理市）
- 伊曽乃神社（いそのじんじゃ）（愛媛県西条市）
- 石部神社（いそべじんじゃ）（石川県小松市）（加賀国総社）
- 伊太祁󠄀曽神社（いたきそじんじゃ）（和歌山県和歌山市）（紀伊国一宮）
- 出羽神社（いではじんじゃ）（山形県鶴岡市）
- 糸碕神社（いとさきじんじゃ）（広島県三原市）（糸崎八幡宮）
- 射楯兵主神社（いたてひょうずじんじゃ）（兵庫県姫路市）（播磨国総社）
- 市谷亀岡八幡宮（いちがやかめがおかはちまんぐう（東京都新宿区）
- 市杵島神社（いちきしまじんじゃ）
  - 市杵島神社（いちきしまじんじゃ）（東京都小金井市）
  - ⇒市杵島神社
- 市杵嶋神社（いちきしまじんじゃ）⇒ 市杵島神社（いちきしまじんじゃ）
  - 市杵嶋神社（いちきしまじんじゃ）（東京都杉並区）
  - ⇒市杵嶋神社
- 市杵島姫神社（いちきしまひめじんじゃ）⇒ 市杵島神社（いちきしまじんじゃ）
  - 市杵島姫神社（いちきしまひめじんじゃ）（徳島県鳴門市）
  - ⇒市杵島姫神社
- 一宮（いちのみや）（一の宮、一ノ宮、一之宮）
  - ⇒一宮
- 一宮神社（いちのみやじんじゃ）（徳島県徳島市）
- 一宮浅間神社（いちのみやせんげんじんじゃ）（山梨県市川三郷町）
- 一之宮貫前神社（いちのみやぬきさきじんじゃ）（群馬県富岡市）（貫前神社、上野国一宮）
- 一宮神社（いっきゅうじんじゃ）（京都府福知山市）
- 厳島神社（いつくしまじんじゃ）
  - 総本社：厳島神社（いつくしまじんじゃ）（広島県廿日市市）（嚴島神社、安芸国一宮）
  - 厳島神社（いつくしまじんじゃ）（横浜市中区）
  - 厳島神社（いつくしまじんじゃ）（愛媛県松山市）
  - ⇒厳島神社
- 厳嶋神社（いつくしまじんじゃ）⇒ 厳島神社（いつくしまじんじゃ）
  - 厳嶋神社（いつくしまじんじゃ）（東京都新宿区）（抜弁天）
  - ⇒厳嶋神社
- 嚴島神社（いつくしまじんじゃ）⇒ 厳島神社（いつくしまじんじゃ）
  - 嚴島神社（いつくしまじんじゃ）（北海道釧路市）⇒ 厳島神社（いつくしまじんじゃ）
  - 嚴島神社（いつくしまじんじゃ）（山口県下関市）⇒ 厳島神社（いつくしまじんじゃ）
  - ⇒嚴島神社
- 厳原八幡宮神社（いづはらはちまんぐうじんじゃ）（長崎県対馬市）（八幡宮神社）
- 猪名野神社（いなのじんじゃ）（兵庫県伊丹市）
- 伊奈波神社（いなばじんじゃ）（岐阜県岐阜市）
- 稲八金天神社（いなはちこんてんじんじゃ）
- 稲荷社（いなりしゃ）⇒ 稲荷神社（いなりじんじゃ）
  - 稲荷社（いなりしゃ）（さいたま市桜区）
  - 稲荷社（いなりしゃ）（愛知県碧南市）（大浜稲荷社）
  - ⇒稲荷社
- 稲荷神社（いなりじんじゃ）
  - 総本宮：伏見稲荷大社（ふしみいなりたいしゃ）（京都市伏見区）
  - 穴守稲荷神社（あなもりいなりじんじゃ）（東京都大田区）
  - 扇森稲荷神社（おうぎもりいなりじんじゃ）（大分県竹田市）
  - 王子稲荷神社（おうじいなりじんじゃ）（東京都北区）
  - 笠間稲荷神社（かさまいなりじんじゃ）（茨城県笠間市）（胡桃下稲荷、紋三郎稲荷）
  - 草戸稲荷神社（くさどいなりじんじゃ）（広島県福山市）
  - 源九郎稲荷神社（げんくろういなりじんじゃ）（奈良県大和郡山市）
  - 三光稲荷神社（さんこういなりじんじゃ）（愛知県犬山市）
  - 信太森葛葉稲荷神社（しのだのもりくずのはいなりじんじゃ）（大阪府和泉市）（信太森神社、葛葉稲荷神社）
  - 志和稲荷神社 （しわいなりじんじゃ）（岩手県紫波町）（宮城県塩竈市）
  - 太皷谷稲成神社 （たいこだにいなりじんじゃ）（島根県津和野町）
  - 高橋稲荷神社（たかはしいいなりじんじゃ）（熊本市西区）
  - 千代保稲荷神社（ちよほいなりじんじゃ）（岐阜県海津市）
  - 天海稲荷神社（てんかいいなりじんしゃ）（福岡県太宰府市）
  - 瓢箪山稲荷神社（ひょうたんやまいなりじんじゃ）（大阪府東大阪市）
  - 祐徳稲荷神社（ゆうとくいなりじんじゃ）（佐賀県鹿島市）（鎮西日光）
  - 若泉稲荷神社（わかいずみいなりじんじゃ）（埼玉県本庄市）
  - 竹駒神社 （たけこまじんじゃ）（宮城県岩沼市）（竹駒稲荷）
  - ⇒稲荷神社
- 犬山神社（いぬやまじんじゃ）（愛知県犬山市）
- 今戸神社（いまどじんじゃ）（東京都台東区）
- 新日吉神宮（いまひえじんぐう）（京都市東山区）（新日吉神社）
- 今宮戎神社（いまみやえびすじんじゃ）（大阪市浪速区）（戎神社）
- 忌宮神社（いみのみやじんじゃ）（山口県下関市）
- 射水神社（いみずじんじゃ）（富山県高岡市）（越中総鎮守射水神社、越中国一宮）
- 芋川神社（いもがわじんじゃ）（長野県飯綱町）
- 石室神社（いろうじんじゃ）（静岡県南伊豆町）（石廊権現、石廊崎権現）
- 岩木山神社（いわきやまじんじゃ）（青森県弘前市）
- 石清水八幡宮（いわしみずはちまんぐう）（京都府八幡市）（男山八幡宮）
  - 上院、下院
- 伊和神社（いわじんじゃ）（兵庫県宍粟市）（播磨国一宮）
- 石津太神社（いわつたじんじゃ）（堺市西区）
- 伊和都比売神社（いわつひめじんじゃ）（兵庫県赤穂市）
- 石床神社（いわとこじんじゃ）（奈良県平群町）⇒ 平群石床神社（へぐりのいわとこじんじゃ）
- 岩山神社（いわやまじんじゃ）（岡山県新見市）
- 印鑰神社（いんにゃくじんじゃ）（熊本県八代市）
- 忌部神社（いんべじんじゃ）（徳島県徳島市）

## う
- 上杉神社（うえすぎじんじゃ）（山形県米沢市）
- 上野天神宮（うえのてんじんぐう）（三重県伊賀市）⇒ 菅原神社（すがわらじんじゃ）
- 上野天満宮（うえのてんまんぐう）（名古屋市千種区）（名古屋天神）
- 浮島神社（うきしまじんじゃ）
  - 浮島神社（うきしまじんじゃ）（宮城県多賀城市）
  - 浮島神社（うきしまじんじゃ）（熊本県嘉島町）
  - ⇒浮島神社
- 鵜坂神社（うさかじんじゃ）（富山県富山市）
- 宇佐神宮（うさじんぐう）（大分県宇佐市）（宇佐八幡宮、八幡宮総本社、豊前国一宮）
- 宇佐八幡宮（うさはちまんぐう）
  - 宇佐八幡宮（うさはちまんぐう）（大分県宇佐市）⇒ 宇佐神宮（うさじんぐう）
  - 宇佐八幡宮（うさはちまんぐう）（富山県南砺市）（越中宇佐八幡宮）
  - 宇佐八幡宮（うさはちまんぐう）（滋賀県大津市）
  - ⇒宇佐八幡宮
- 宇佐八幡神社（うさはちまんじんじゃ）
  - 宇佐八幡神社（うさはちまんじんじゃ）（徳島県鳴門市）
  - 宇佐八幡神社（うさはちまんじんじゃ）（徳島県神山町）
  - ⇒宇佐八幡神社
- 宇治上神社（うじがみじんじゃ）（京都府宇治市）
- 牛窓神社（うしまどじんじゃ）（岡山県牛窓町）（牛窓八幡宮）
- 魚吹八幡神社（うすきはちまんじんじゃ）（兵庫県姫路市）（津の宮）
- 宇都宮二荒山神社（うつのみやふたあらやまじんじゃ）（栃木県宇都宮市）（二荒山神社、下野国一宮）
- 鵜戸神宮（うどじんぐう）（宮崎県日南市）
- 畝尾都多本神社（うねおつたもとじんじゃ）（奈良県橿原市）
- 畝尾坐健土安神社（うねおにますたけはにやすじんじゃ）（奈良県橿原市）
- 采女神社（うねめじんじゃ）（奈良県奈良市）（春日大社末社）
- 菟橋神社（うはしじんじゃ）（石川県小松市）（加賀国総鎮守）
- 宇倍神社（うべじんじゃ）（鳥取県鳥取市）（因幡国一宮）
- 馬路石邊神社（うまじいそべじんじゃ）（滋賀県守山市）
- 味水御井神社（うましみずみいじんじゃ）（福岡県久留米市）（高良大社末社、筑後国総社）
- 馬見岡綿向神社（うまみおかわたむきじんじゃ）（滋賀県日野町）
- 梅宮大社（うめのみやたいしゃ）（京都市右京区）
- 浦上皇大神宮（うらかみこうたいじんぐう）（長崎県長崎市）⇒ 山王神社（さんのうじんじゃ）
- 温泉神社（うんぜんじんじゃ）（長崎県雲仙市）

## え
- 永尾神社（えいのおじんじゃ）（熊本県宇城市）
- 荏柄天神社（えがらてんじんしゃ）（神奈川県鎌倉市）
- 江戸八所八幡宮（えどはっしょはちまんぐう）
  - 穴八幡宮（あなはちまんぐう）（東京都新宿区）
  - 市谷亀岡八幡宮（いちがやかめがおかはちまんぐう（東京都新宿区）
  - 大宮八幡宮（おおみやはちまんぐう）（東京都杉並区）
  - 金王八幡宮（こんのうはちまんぐう）（東京都渋谷区）（渋谷八幡）
  - 富岡八幡宮（とみおかはちまんぐう）（東京都江東区）（深川八幡宮）
  - 西久保八幡神社（にしくぼはちまんじんじゃ）（東京都港区）⇒ 八幡神社（はちまんじんじゃ）
  - 鳩森八幡神社（はとのもりはちまんじんじゃ）（東京都渋谷区）⇒ 八幡神社（はちまんじんじゃ）
  - 御田八幡神社（みたはちまんじんじゃ）（東京都港区）
- 江島神社（えのしまじんじゃ）（神奈川県藤沢市）
- 衣羽神社（えばじんじゃ）（広島市中区）
- えびす神社（えびすじんじゃ）
  - 総本社：西宮神社（にしのみやじんじゃ）（兵庫県西宮市）
  - 蛭子神社（えびすじんじゃ）（徳島県徳島市）
  - 京都ゑびす神社（きょうとえびすじんじゃ）（京都市東山区）（恵美須神社）
  - 野田恵美須神社（のだえびすじんじゃ）（大阪市福島区）
  - ⇒えびす神社
- 戎神社（えびすじんじゃ）⇒ えびす神社（えびすじんじゃ）
  - 今宮戎神社（いまみやえびすじんじゃ）（大阪市浪速区）（戎神社）
  - 堀川戎神社（ほりかわえびすじんじゃ）（大阪市北区）
  - ⇒戎神社
- 恵比須神社（えびすじんじゃ）⇒ えびす神社（えびすじんじゃ）
  - 若松恵比須神社（わかまつえびすじんじゃ）（北九州市若松区）
  - 十日恵比須神社（とおかえびすじんじゃ）（福岡市博多区）
  - ⇒恵比須神社
- 恵比寿神社（えびすじんじゃ）⇒ えびす神社（えびすじんじゃ）
  - 恵比寿神社（えびすじんじゃ）（東京都渋谷区）
  - 大前恵比寿神社（おおさきえびすじんじゃ）（栃木県真岡市）
  - ⇒恵比寿神社
- 蛭子神社（えびすじんじゃ）（徳島県徳島市）
- 鉛練比古神社（えれひこじんじゃ）（滋賀県長浜市）
- 遠州熊野三山（えんしゅうくまのさんざん）
  - 小笠神社（おがさじんじゃ）（静岡県掛川市）
  - 高松神社（たかまつじんじゃ）（静岡県御前崎市）
  - 三熊野神社（みくまのじんじゃ）（静岡県掛川市）

## お
- 老尾神社（おいおじんじゃ）（千葉県匝瑳市）
- 扇森稲荷神社（おうぎもりいなりじんじゃ）（大分県竹田市）
- 王子稲荷神社（おうじいなりじんじゃ）（東京都北区）
- 生石神社（おうしこじんじゃ）（兵庫県高砂市）（石の宝殿）
- 王子神社（おうじじんじゃ）（東京都北区）
- 樗谿神社（おうちだにじんじゃ）（鳥取県鳥取市）⇒ 鳥取東照宮（とっとりとうしょうぐう）
- 淡海國玉神社（おうみくにたまじんじゃ）（静岡県磐田市）（遠江国総社）
- 近江神宮（おうみじんぐう）（滋賀県大津市）
- 大縣神社（おおあがたじんじゃ）（愛知県犬山市）
- 大麻比古神社（おおあさひこじんじゃ）（徳島県鳴門市）（阿波国一宮）
- 大洗磯前神社（おおあらいいそさきじんじゃ）（茨城県大洗町）
- 大嵐天神社（おおあらしてんじんしゃ）（山梨県富士河口湖町）
- 大荒比古神社（おおあらひこじんじゃ）（滋賀県高島市）
- 大荒比古神社・鞆結神社（おおあらひこじんじゃ・ともゆいじんじゃ）（滋賀県高島市）
- 大石神社（おおいしじんじゃ）（兵庫県赤穂市、京都市山科区）
- 大神山神社（おおがみやまじんじゃ）（鳥取県米子市、大山町）
  - 本社、奥宮
- 大皇器地祖神社（おおきみきぢそじんじゃ）（滋賀県東近江市）
- 大国魂神社（おおくにたまじんじゃ）
  - 大和大国魂神社（やまとおおくにたまじんじゃ）（兵庫県南あわじ市）（大和大圀魂神社）
  - ⇒大国魂神社
- 大國魂神社（おおくにたまじんじゃ）⇒ 大国魂神社（おおくにたまじんじゃ）
  - 大國魂神社（おおくにたまじんじゃ）（福島県いわき市）
  - 大國魂神社（おおくにたまじんじゃ）（東京都府中市）（六所宮）
  - ⇒大國魂神社
- 大國霊神社（おおくにたまじんじゃ）⇒ 大国魂神社（おおくにたまじんじゃ）
  - 尾張大国霊神社（おわりおおくにたまじんじゃ）（愛知県稲沢市）（尾張国総社）
  - ⇒大國霊神社
- 大國主神社（おおくにぬしじんじゃ）（滋賀県高島市）（五十川神社）
- 大阪天満宮（おおさかてんまんぐう）（大阪市北区）（天満天神）
- 大前恵比寿神社（おおさきえびすじんじゃ）（栃木県真岡市）
- 大前神社（おおさきじんじゃ）（栃木県真岡市）
- 大崎八幡宮（おおさきはちまんぐう）（仙台市青葉区）
- 大避神社（おおさけじんじゃ）（兵庫県赤穂市）
- 大笹原神社（おおささはらじんじゃ）（滋賀県野洲市）
- 大島神社（おおしまじんじゃ）（宮城県気仙沼市）
- 大杉神社（おおすぎじんじゃ）
  - 総本社：大杉神社（おおすぎじんじゃ）（茨城県稲敷市）（あんばさま）
  - 大杉神社（おおすぎじんじゃ）（埼玉県ふじみ野市）
  - 大杉神社（おおすぎじんじゃ）（茨城県土浦市）
  - ⇒大杉神社
- 大瀬神社（おおせじんじゃ）（静岡県沼津市）⇒ 引手力命神社（ひきてちからのみことじんじゃ）
- 大田神社（おおたじんじゃ）（京都市北区）（賀茂別雷神社摂社）
- 大館八幡神社（おおだてはちまんじんじゃ）（秋田県大館市）
- 大津神社（おおつじんじゃ）
  - 大津神社（おおつじんじゃ）（三重県伊勢市）（豊受大神宮末社）
  - 大津神社（おおつじんじゃ）（大阪府羽曳野市）
  - 大津神社（おおつじんじゃ）（大阪府泉大津市）
  - ⇒大津神社
- 大地主神社（おおとこぬしじんじゃ）（石川県七尾市）
- 大歳神社（おおとしじんじゃ）
  - 総本社：葛木御歳神社（奈良県御所市）（中鴨社）
  - 大歳神社（おおとしじんじゃ）（山口県下関市）
  - ⇒大歳神社
- 大鳥神社（おおとりじんじゃ）
  - 総本社：大鳥大社（おおとりたいしゃ）（堺市西区）（大鳥神社）
  - 大鳥神社（おおとりじんしゃ）（東京都目黒区）
  - 大鳥神社（おおとりじんじゃ）（滋賀県甲賀市）
  - ⇒大鳥神社
- 大鷲神社（おおとりじんじゃ）
  - 大鷲神社（おおとりじんじゃ）（東京都足立区）
  - ⇒大鷲神社
- 鷲神社（おおとりじんじゃ）
  - 鷲神社（おおとりじんじゃ）（東京都台東区）
  - ⇒鷲神社
- 大鳥大社（おおとりたいしゃ）（堺市西区）（大鳥神社総本社、和泉国一宮）
- 大原野神社（おおはらのじんじゃ）（京都市西京区）（京春日）
- 大原八幡宮（おおはらはちまんぐう）（大分県日田市）（大原神社、大波羅八幡宮）
- 意富比神社（おおひじんじゃ）（千葉県船橋市）（船橋大神宮）
- 大宮八幡宮（おおみやはちまんぐう）（東京都杉並区）
- 大神神社（おおみわじんじゃ）
  - 大神神社（おおみわじんじゃ）（奈良県桜井市）（三輪明神、大和国一宮）
  - 大神神社（おおみわじんじゃ）（栃木県栃木市）（下野国総社）
  - 大神神社（おおみわじんじゃ）（愛知県一宮市）（尾張国一宮）
  - 大神神社（おおみわじんじゃ）（岐阜県大垣市）
  - ⇒大神神社
- 大物忌神社（おおものいみじんじゃ）（山形県遊佐町）⇒ 鳥海山大物忌神社（ちょうかいさんおおものいみじんじゃ）
- 大山祇神社（おおやまづみじんじゃ、おおやまずみじんじゃ）
  - 総本社：大山祇神社（おおやまづみじんじゃ）（愛媛県今治市）（伊予国一宮）
  - 大山祇神社（おおやまつみじんじゃ）（三重県伊勢市）（皇大神宮所管社）
  - 大山祇神社（おおやまずみじんじゃ）（京都府南丹市）
  - 別宮大山祇神社（べっくおおやまづみじんじゃ）（愛媛県今治市）
  - ⇒大山祇神社
- 大和神社（おおやまとじんじゃ）（奈良県天理市）
- 大鷲神社（おおわしじんじゃ）
  - 大鷲神社（おおわしじんじゃ）（千葉県栄町）
  - ⇒大鷲神社
- 小笠神社（おがさじんじゃ）（静岡県掛川市）
- 御釜神社（おかまじんじゃ）（宮城県塩竈市）（鹽竈神社末社）
- 小川阿蘇神社（おがわあそじんじゃ）（熊本県宇城市）
- 隠津島神社 （おきつしまじんじゃ）(福島県郡山市）
- 隠津島神社 （おきつしまじんじゃ）(福島県二本松市）（木幡の弁天様）
- 沖宮（おきのぐう）（沖縄県那覇市）
- 小国神社（おくにじんじゃ）（静岡県周智郡森町）（遠江国一宮）
- 雄琴神社（おごとじんじゃ）
  - 雄琴神社（おごとじんじゃ）（滋賀県大津市）
  - 雄琴神社（おごとじんじゃ）（栃木県壬生町）
- 尾崎神社（おさきじんじゃ）（岩手県釜石市）
- 尾崎神社（おざきじんじゃ）（石川県金沢市）
- 小槻大社 （おつきたいしゃ）(滋賀県栗東市)
- 男山八幡宮（おとこやまはちまんぐう）（京都府八幡市）⇒ 石清水八幡宮（いわしみずはちまんぐう）
- 小野神社（おのじんじゃ）
  - 小野神社（おのじんじゃ）（東京都多摩市）（武蔵国一宮）
  - 小野神社（おのじんじゃ）（長野県塩尻市）⇒ 小野神社・矢彦神社（おのじんじゃ・やひこじんじゃ）
  - 小野神社（おのじんじゃ）（滋賀県大津市）
  - ⇒小野神社
- 小野神社・矢彦神社（おのじんじゃ・やひこじんじゃ）（長野県塩尻市、辰野町）
  - 小野神社、矢彦神社
- 帯廣神社（おびひろじんじゃ（北海道帯広市）
- 天石門別八倉比売神社（あめのいわとわけやくらひめじんじゃ）（徳島県徳島市）（八倉比売神社、阿波国一宮）
- 雄山神社（おやまじんじゃ）（富山県立山町）（越中国一宮）
- 尾山神社（おやまじんじゃ）（石川県金沢市）
- 尾張大国霊神社（おわりおおくにたまじんじゃ）（愛知県稲沢市）（尾張国総社）
- 温泉神社（おんせんじんじゃ）
  - 温泉神社（おんせんじんじゃ）（福島県いわき市）
  - 温泉神社（うんぜんじんじゃ）（長崎県雲仙市）
  - 那須温泉神社（なすゆぜんじんじゃ）（栃木県那須町）
  - ⇒温泉神社
- 御嶽神社（おんたけじんじゃ）（長野県）（木曽御嶽神社）
  - 黒沢御嶽神社（くろさわおんたけじんじゃ）（長野県木曽町）（黒沢口御嶽神社、御嶽神社黒沢口）
  - 王滝御嶽神社（おうたきおんたけじんじゃ）（長野県王滝村）（王滝口御嶽神社、御嶽神社王滝口）
- 御嶽神社（おんたけじんじゃ）
  - 御嶽神社（おんたけじんじゃ）（東京都練馬区）（下石神井御嶽神社）
  - 御嶽神社（おんたけじんじゃ）（東京都大田区）
  - 秩父御嶽神社（ちちぶおんたけじんじゃ）（埼玉県飯能市）
  - ⇒御嶽神社

## か
- 開成山大神宮（かいせいざんだいじんぐう）（福島県郡山市）
- 鏡作神社（かがみつくりじんじゃ）（奈良県田原本町）⇒ 鏡作坐天照御魂神社（かがみつくりにますあまてるみたまじんじゃ）
- 柿本神社（かきのもとじんじゃ）（島根県益田市）⇒ 高津柿本神社（たかつかきのもとじんじゃ）
- 鹿児島神宮（かごしまじんぐう）（鹿児島県霧島市）（大隅国一宮）
- 籠渡白山社（かごどはくさんしゃ）（富山県南砺市）
- 笠間稲荷神社（かさまいなりじんじゃ）（茨城県笠間市）（胡桃下稲荷、紋三郎稲荷）
- 風間神社（かざまじんじゃ）（長野県長野市）
- 香椎宮（かしいぐう）（福岡市東区）
- 橿原神宮（かしはらじんぐう）（奈良県橿原市）
- 鹿島神宮（かしまじんぐう）（茨城県鹿嶋市）（鹿嶋神宮、常陸国一宮）
- 鹿島神社（かしまじんじゃ）（神奈川県横須賀市）
- 春日神社（かすがじんじゃ）
  - 総本社：春日大社（かすがたいしゃ）（奈良県奈良市）
  - 春日神社（かすがじんじゃ）（静岡県掛川市）
  - 春日神社（かすがじんじゃ）（大阪府豊中市）
  - 春日神社（かすがじんじゃ）（福岡県春日市）
  - 春日神社（かすがじんじゃ）（三重県桑名市）⇒ 桑名宗社（くわなそうしゃ）
  - ⇒春日神社
- 春日大社（かすがたいしゃ）（奈良県奈良市）（春日神社総本社）
- 春日山神社（かすがやまじんじゃ）（新潟県上越市）
- 月山神社（がっさんじんじゃ）（山形県庄内町）
- 葛飾八幡宮（かつしかはちまんぐう）（千葉県市川市）
- 勝手神社（かつてじんじゃ）（奈良県吉野町）
- 葛木倭文座天羽雷命神社（かつらきしとりにいますあめのはいかづちのみことじんじゃ）（奈良県葛城市）（倭文神社）
- 葛城神社（かつらぎじんじゃ）（福岡県築上郡）⇒ 葛城神社妙見宮（かつらぎじんじゃみょうけんぐう）
- 葛木御歳神社（かつらぎみとしじんじゃ）（奈良県御所市）（中鴨社、大歳神社総本社）
- 加藤神社（かとうじんじゃ）（熊本市中央区）
- 香取神社（かとりじんじゃ）
  - 総本社：香取神宮（かとりじんぐう）（千葉県香取市）（下総国一宮）
  - 香取神社（かとりじんじゃ）（東京都江東区）（亀戸香取神社）
  - 新小岩香取神社（しんこいわかとりじんじゃ）（東京都江戸川区）（香取神社）
  - ⇒香取神社
- 香取神宮（かとりじんぐう）（千葉県香取市）（香取神社総本社、下総国一宮）
- 金鑚神社（かなさなじんじゃ）（埼玉県神川町）（金鑽神社）
- 金峰神社（かなみねじんじゃ）⇒ 御嶽神社（みたけじんじゃ）
  - 金峰神社（かねみねじんじゃ）（岐阜県美濃市）
  - 金峰神社（かなみねじんじゃ）（京都府京丹後市）
  - ⇒金峰神社
- 金崎宮（かねがさきぐう）（福井県敦賀市）
- 金子神社（かねこじんじゃ）（埼玉県入間市）
- 金澤八幡宮（かねざわはちまんぐう）（秋田県横手市）
- 金峰神社（かなみねじんじゃ）（京都府京丹後市）
- 金峰神社（かねみねじんじゃ）（岐阜県美濃市）
- 金村別雷神社（かなむらわけいかづちじんじゃ）（茨城県つくば市）（別雷神社、金村雷神宮）
- 蕪嶋神社（かぶしまじんじゃ）（青森県八戸市）
- 釜石製鐵所山神社（かまいしせいてつしょさんじんじゃ）（岩手県釜石市）
- 釜加神社（かまかじんじゃ）（北海道千歳市）（千歳神社末社）
- 鎌倉宮（かまくらぐう）（神奈川県鎌倉市）
- 蒲田神社（かまたじんじゃ）
  - 蒲田神社（かまたじんじゃ）（大阪市淀川区）
  - ⇒蒲田神社
- 竈門神社（かまどじんじゃ）（福岡県太宰府市）（宝満宮）
- 竈山神社（かまやまじんじゃ）（和歌山県和歌山市）（釜山神社）
- 上一宮大粟神社（かみいちのみやおおあわじんじゃ）（徳島県神山町）
- 上賀茂神社（かみがもじんじゃ）（京都市北区）⇒ 賀茂別雷神社（かもわけいかづちじんじゃ）
- 上川神社（かみかわじんじゃ）（北海道旭川市）
- 上許曾神社（かみこそじんじゃ）（滋賀県長浜市）
- 上御霊神社（かみごりょうじんじゃ）（京都市上京区）
- 上梨白山宮（かみなしはくさんぐう）（富山県南砺市）
- 雷神社（かみなりじんじゃ）
  - 雷神社（かみなりじんじゃ）（神奈川県横須賀市）
  - ⇒雷神社
- 上之村神社（かみのむらじんじゃ）（埼玉県熊谷市）（上之雷電神社）
- 亀戸天神社（かめいどてんじんしゃ）（東京都江東区）（亀戸天神、亀戸天満宮）
- 亀岡八幡宮（かめおかはちまんぐう、かめがおかはちまんぐう）⇒ 亀岡八幡神社（かめおかはちまんじんじゃ）
  - 亀岡八幡宮（かめがおかはちまんぐう）（神奈川県逗子市）
  - 市谷亀岡八幡宮（いちがやかめがおかはちまんぐう）（東京都新宿区）
  - ⇒亀岡八幡宮
- 亀岡八幡神社（かめおかはちまんじんじゃ、かめがおかはちまんじんじゃ）
  - 亀岡八幡神社（かめおかはちまんじんじゃ）（大分県中津市）
  - ⇒亀岡八幡神社
- 亀山八幡宮（かめやまはちまんぐう）
  - 亀山八幡宮（かめやまはちまんぐう）（山口県下関市）
  - 亀山八幡宮（かめやまはちまんぐう）（長崎県佐世保市）
  - ⇒亀山八幡宮
- 賀茂神社（かもじんじゃ）
  - 上賀茂神社（かみがもじんじゃ）（京都市北区）⇒ 賀茂別雷神社（かもわけいかづちじんじゃ）
  - 下鴨神社（しもがもじんじゃ）（京都市左京区）⇒ 賀茂御祖神社（かもみおやじんじゃ）
- 賀茂神社（かもじんじゃ）
  - 賀茂神社（かもじんじゃ）（群馬県桐生市）
  - 賀茂神社（かもじんじゃ）（滋賀県近江八幡市）
  - ⇒賀茂神社
- 加茂神社（かもじんじゃ）
  - 加茂神社（かもじんじゃ）（富山県射水市）（下村加茂神社）
  - 加茂神社（かもじんじゃ）（長野県長野市）
  - ⇒加茂神社
- 鴨神社（かもじんじゃ）
  - 鴨神社（かもじんじゃ）（三重県玉城町）（皇大神宮摂社）
  - 鴨神社（かもじんじゃ）（大阪府高槻市）
  - 鴨神社（かもじんじゃ）（香川県坂出市）（東鴨神社、西鴨神社）
  - 下鴨神社（しもがもじんじゃ）（京都市左京区）⇒ 賀茂御祖神社（かもみおやじんじゃ）
  - 高鴨神社（たかかもじんじゃ）（奈良県御所市）（上鴨社）
  - ⇒鴨神社
- 神魂神社（かもすじんじゃ）（島根県松江市）
- 金持神社（かもちじんじゃ）（鳥取県日野町）
- 鴨都波神社（かもつばじんじゃ）（奈良県御所市）（下鴨社）
- 賀茂御祖神社（かもみおやじんじゃ）（京都市左京区）（下鴨神社、賀茂神社本社、山城国一宮）
- 賀茂別雷神社（かもわけいかづちじんじゃ）（京都市北区）（上賀茂神社、賀茂神社本社、山城国一宮）
- 萱野神社（かやのじんじゃ）（滋賀県大津市）
- 辛国神社（からくにじんじゃ）（大阪府藤井寺市）
- 唐崎神社（からさきじんじゃ）
  - 唐崎神社（からさきじんじゃ）（滋賀県大津市）（日吉大社摂社）
  - 唐崎神社（からさきじんじゃ）（大阪府高槻市）
  - ⇒唐崎神社
- 唐沢山神社（からさわやまじんじゃ）（栃木県佐野市）
- 香良洲神社（からすじんじゃ）（三重県津市）
- 川上山若宮八幡宮（かわかみさんわかみやはちまんぐう）（三重県津市）
- 河口浅間神社（かわぐちあさまじんじゃ）（山梨県富士河口湖町）（浅間神社）
- 川越氷川神社（かわごえひかわじんじゃ）（埼玉県川越市）⇒ 氷川神社（ひかわじんじゃ）
- 川中島古戦場八幡社（かわなかじまこせんじょうはちまんしゃ）（長野県長野市）
- 川勾神社（かわわじんじゃ）（神奈川県二宮町）（二宮大明神、二宮明神社）
- 漢國神社（かんごうじんじゃ）（奈良県奈良市）
- 官社・諸社・無格社（かんしゃ・しょしゃ・むかくしゃ）⇒ 社格、近代社格制度
  - 官社（かんしゃ）（官国幣社）
    - 官幣社、国幣社
    - ⇒官国幣社

  - 諸社（しょしゃ）（民社）
    - 府社、県社、藩社、郷社、村社

  - 無格社（むかくしゃ）
- 菅大臣神社（かんだいじんじんじゃ）（京都市下京区）（菅大臣天満宮）
- 神田神社（かんだじんじゃ）
  - 神田神社（かんだじんじゃ）（東京都千代田区）⇒ 神田明神（かんだみょうじん）
  - 神田神社（かんだじんじゃ）（岐阜県東白川村）
  - ⇒神田神社
- 神谷神社（かんだにじんじゃ）（香川県坂出市）
- 神田明神（かんだみょうじん）（東京都千代田区）（神田神社）
- 関東三大天神（かんとうさんだいてんじん）
  - 湯島天満宮（ゆしまてんまんぐう）（東京都文京区）（湯島天神）
  - 亀戸天神社（かめいどてんじんしゃ）（東京都江東区）（亀戸天神、亀戸天満宮）
  - 谷保天満宮（やぼてんまんぐう）（東京都国立市）（谷保天神）
- 官幣社（かんぺいしゃ）
  - 官幣大社（かんぺいたいしゃ）
  - 官幣中社（かんぺいちゅうしゃ）
  - 官幣小社（かんぺいしょうしゃ）
  - ⇒官幣社
- 神部神社（かんべじんじゃ）（静岡市葵区）（駿河国総社）⇒ 静岡浅間神社（しずおかせんげんじんじゃ）

## き
- 祇園社（ぎおんしゃ）（京都市東山区）⇒ 八坂神社（やさかじんじゃ）
- 祇園神社（ぎおんじんじゃ）
  - 祇園神社（ぎおんじんじゃ）（神戸市兵庫区）
  - 祇園神社（ぎおんじんじゃ）（岡山県倉敷市）（下津井祇園神社）
  - ⇒祇園神社
- 菊池神社（きくちじんじゃ）（熊本県菊池市）
- 岸城神社（きしきじんじゃ）（大阪府岸和田市）
- 北岡神社（きたおかじんじゃ）（熊本市西区）
- 北野神社（きたのじんじゃ）
  - 北野神社（きたのじんじゃ）（東京都板橋区）
  - 北野神社（きたのじんじゃ）（東京都大田区）（北野天神、止め天神）
  - ⇒北野神社
- 北野天神社（きたのてんじんじゃ）⇒ 天満宮（てんまんぐう）
  - 北野天神社（きたのてんじんじゃ）（埼玉県所沢市）（物部天神社・國渭地祇神社・天満天神社）
  - 北野天神社（きたのてんじんじゃ）（山梨県北杜市）
  - 北野天神社（きたのてんじんじゃ）（愛知県江南市）
  - ⇒北野天神社
- 北野天満宮（きたのてんまんぐう）⇒ 北野天神社（きたのてんじんじゃ)、天満宮（てんまんぐう）
  - 北野天満宮（きたのてんまんぐう）（京都市上京区）（天満宮総本社）
  - 北野天満宮（きたのてんまんぐう）（福岡県久留米市）
  - ⇒北野天満宮
- 北野天満神社（きたのてんまんじんじゃ）⇒ 北野天神社（きたのてんじんじゃ）
  - 北野天満神社（きたのてんまんじんじゃ）（さいたま市岩槻区）
  - 北野天満神社（きたのてんまんじんじゃ）（神戸市中央区） ⇒ 天満神社（てんまんじんじゃ）
  - ⇒北野天満神社
- 北畠神社（きたばたけじんじゃ）（三重県津市）
- 来宮神社（きのみやじんじゃ）（静岡県熱海市）
- 吉備津神社（きびつじんじゃ）（岡山市北区）（備中国一宮）
- 吉備津神社（きびつじんじゃ）（広島県福山市）（備後国一宮）
- 吉備津彦神社（きびつひこじんじゃ）（岡山市北区）（備前国一宮）
- 貴船神社（きふねじんじゃ、きぶねじんじゃ）
  - 総本社：貴船神社（きふねじんじゃ）（京都市左京区）
  - 貴船神社（きふねじんじゃ）（岐阜県関市）
  - 貴船神社（きぶねじんじゃ）（静岡県磐田市）
  - ⇒貴船神社
- 貴布禰神社（きふねじんじゃ、きぶねじんじゃ）⇒ 貴船神社（きふねじんじゃ、きぶねじんじゃ）
  - 貴布禰神社（きぶねじんじゃ）（埼玉県秩父市）
  - ⇒貴布禰神社
- 宮中三殿（きゅうちゅうさんでん）（東京都千代田区皇居内）
  - 賢所、皇霊殿、神殿
- 行田八幡神社（ぎょうだはちまんじんじゃ）（埼玉県行田市）
- 京都ゑびす神社（きょうとえびすじんじゃ）（京都市東山区）（恵美須神社）
- 京都霊山護国神社（きょうとりょうぜんごこくじんじゃ）（京都市東山区）
- 霧島神宮（きりしまじんぐう）（鹿児島県霧島市）
- 桐生天満宮（きりゅうてんまんぐう）（群馬県桐生市）
- 桐生西宮神社（きりゅうにしのみやじんじゃ）（群馬県桐生市）
- 金武宮（きんぐう）（沖縄県金武町）
- 金峰神社（きんぷじんじゃ、きんぽうじんじゃ）⇒ 御嶽神社（みたけじんじゃ）
  - 金峰神社（きんぽうじんじゃ）（秋田県にかほ市）
  - 金峰神社（きんぽうじんじゃ）（鹿児島県南さつま市）
  - ⇒金峰神社
- 金峯神社（きんぷじんじゃ、きんぽうじんじゃ）⇒ 御嶽神社（みたけじんじゃ）
  - 金峯神社（きんぷじんじゃ）（新潟県長岡市）
  - 金峯神社（きんぷじんじゃ）（奈良県吉野町）
  - ⇒金峯神社

## く
- 草津八幡神社（くさつはちまんじんじゃ）（広島市西区）
- 草戸稲荷神社（くさどいなりじんじゃ）（広島県福山市）
- 菌神社（くさびらじんじゃ）（滋賀県栗東市）
- 日部神社（くさべじんじゃ）（堺市西区）
- 櫛田神社（くしだじんじゃ）（福岡市博多区）（博多総鎮守櫛田神社）
- 櫛引八幡宮（くしひきはちまんぐう）（青森県八戸市）
- 槵觸神社（くしふるじんじゃ）（宮崎県高千穂町）
- 百済王神社（くだらおうじんじゃ）（大阪府枚方市）
- 國懸神宮（くにかかすじんぐう）（和歌山県和歌山市）⇒ 日前神宮・國懸神宮（ひのくまじんぐう・くにかかすじんぐう）
- 久能山東照宮（くのうざんとうしょうぐう）（静岡市駿河区）
- 熊野三山（くまのさんざん）（熊野神社総本社）
  - 熊野本宮大社（くまのほんぐうたいしゃ）（和歌山県田辺市）
  - 熊野速玉大社（くまのはやたまたいしゃ）（和歌山県新宮市）
  - 熊野那智大社（くまのなちたいしゃ）（和歌山県那智勝浦町）
- 熊野神社（くまのじんじゃ）
  - 総本社：熊野三山（くまのさんざん）（和歌山県）
  - 熊野神社（くまのじんじゃ）（宮城県名取市）（熊野新宮社）
  - 熊野神社（くまのじんじゃ）（静岡県掛川市）
  - 熊野神社（くまのじんじゃ）（岡山県倉敷市）
  - 熊野神社（くまのじんじゃ）（京都市左京区）（京都熊野神社）
  - 熊野那智神社（くまのなちじんじゃ）（宮城県名取市）
  - 熊野本宮社（くまのほんぐうしゃ）（宮城県名取市）
  - 新宮熊野神社（しんぐうくまのじんじゃ）（福島県喜多方市）
  - 高塚熊野神社（たかつかくまのじんじゃ）（浜松市中央区）
  - 三熊野神社（みくまのじんじゃ）（静岡県掛川市）
  - 三熊野神社（みくまのじんじゃ）（岩手県花巻市）
  - 小笠神社（おがさじんじゃ）（静岡県掛川市）
  - 高松神社（たかまつじんじゃ）（静岡県御前崎市）
  - 鬪雞神社（とうけいじんじゃ）（京都市東山区）（鬪鷄神社）
  - ⇒熊野神社
- 熊野大社（くまのたいしゃ）（島根県松江市）
- 杭全神社（くまたじんじゃ）（大阪市平野区）
- 久留米水天宮（くるめすいてんぐう）（福岡県久留米市）⇒ 水天宮（すいてんぐう）
- 呉服神社（くれはじんじゃ）（大阪府池田市）
- 桑名宗社（くわなそうしゃ）（三重県桑名市）（春日神社）

## け
- 気多大社（けたたいしゃ）（石川県羽咋市）（氣多大社、能登国一宮）
- 気多神社（けたじんじゃ）
  - 気多神社（けたじんじゃ）（富山県高岡市）（越中国一宮）
  - 気多神社（けたじんじゃ）（兵庫県豊岡市）（但馬国総社）
  - 気多若宮神社（けたわかみやじんじゃ）（岐阜県飛騨市）
  - ⇒気多神社
- 気多本宮（けたほんぐう）（石川県七尾市）（能登生国玉比古神社）
- 気多若宮神社（けたわかみやじんじゃ）（岐阜県飛騨市）
- 氣比神宮（けひじんぐう）（福井県敦賀市）（越前国一宮）
- 源九郎稲荷神社（げんくろういなりじんじゃ）（奈良県大和郡山市）
- 健軍神社（けんぐんじんじゃ）（熊本市東区）
- 建武中興十五社（けんむちゅうこうじゅうごしゃ）
  - ⇒建武中興十五社

## こ
- 甲佐神社（こうさじんじゃ）（熊本県甲佐町）
- 興神社（こうじんじゃ）（長崎県壱岐市）（壱岐国一宮）
- 皇大神宮（こうたいじんぐう）
  - 皇大神宮（こうたいじんぐう）（三重県伊勢市)（伊勢神宮内宮）
  - 皇大神宮（こうたいじんぐう）（神奈川県藤沢市）
  - 伊勢山皇大神宮（いせやまこうたいじんぐう）（横浜市西区）
  - 浦上皇大神宮（うらかみこうたいじんぐう）（長崎県長崎市）⇒ 山王神社（さんのうじんじゃ）
  - ⇒皇大神宮
- 皇大神社（こうたいじんじゃ）⇒ 神明神社（しんめいじんじゃ）
  - 皇大神社（こうたいじんじゃ）（京都府福知山市）（元伊勢内宮皇大神社）
  - 皇大神社（こうたいじんじゃ）（奈良県奈良市）
  - ⇒皇大神社
- 河内神社（こうちじんじゃ）（広島市佐伯区）
- 高徳神社（こうとくじんじゃ）（埼玉県鶴ヶ島市）
- 郡浦神社（こうのうらじんじゃ）（熊本県宇城市）
- 高良神社（こうらじんじゃ）
  - 高良神社（こうらじんじゃ）（青森県五戸町）
  - ⇒高良神社
- 高良大社（こうらたいしゃ）（福岡県久留米市）（筑後国一宮）
- 護王神社（ごおうじんじゃ）（京都市上京区）
- 金神社（こがねじんじゃ）（岐阜県岐阜市）
- 黄金山神社（こがねやまじんじゃ）（宮城県石巻市）（金華山神社）
- 黄金山神社（こがねやまじんじゃ）（宮城県涌谷町）
- 国府八幡宮（こくぶはちまんぐう）
  - 葛飾八幡宮（かつしかはちまんぐう）（千葉県市川市）
  - 鶴谷八幡宮（つるがやはちまんぐう）（千葉県館山市）（安房国総社）
  - 府中八幡宮（ふちゅうはちまんぐう）（新潟県上越市）（越後国総社）
  - 藤崎八旛宮（ふじさきはちまんぐう）（熊本市中央区）
  - 府八幡宮（ふはちまんぐう）（静岡県磐田市）
  - 厳原八幡宮神社（いづはらはちまんぐうじんじゃ）（長崎県対馬市）（八幡宮神社）
  - 筑摩神社（つかまじんじゃ）（長野県松本市）
  - 鹿児島神宮（かごしまじんぐう）（鹿児島県霧島市）（大隅国一宮）
  - ⇒国府八幡宮
- 国幣社（こくへいしゃ）
  - 国幣大社（こくへいたいしゃ）
  - 国幣中社（こくへいちゅうしゃ）
  - 国幣小社（こくへいしょうしゃ）
  - ⇒国幣社
- 子鍬倉神社（こくわくらじんじゃ）（福島県いわき市）
- 御香宮神社（ごこうのみやじんじゃ）（京都市伏見区）（御香宮）
- 護國神社（ごこくじんじゃ）
  - 京都霊山護國神社（きょうとりょうぜんごこくじんじゃ）（京都市東山区）
  - 廣島護國神社（ひろしまごこくじんじゃ）（広島市中区）
  - 福岡縣護國神社（ふくおかけんごこくじんじゃ）（福岡市中央区）
  - 三重縣護國神社（みえけんごこくじんじゃ）（三重県津市）
  - 宮城縣護國神社（みやぎけんごこくじんじゃ）（仙台市青葉区）
  - ⇒護國神社
- 心清水八幡神社（こころしみずはちまんじんじゃ）（福島県会津坂下町）（塔寺八幡宮）
- 古四王神社（こしおうじんじゃ）（秋田県秋田市）
- 五社神社・諏訪神社（ごしゃじんじゃ・すわじんじゃ）（浜松市中央区）
  - 五社神社、諏訪神社
- 五所神社（ごしょじんじゃ）（山形県長井市）
- 五所別宮（ごしょべつぐう）｜ 五所八幡（ごしょはちまん）
  - 鹿児島神宮（かごしまじんぐう）（鹿児島県霧島市）（大隅国一宮）
  - 大分八幡宮（だいぶはちまんぐう）（福岡県飯塚市）（大分宮）
  - 千栗八幡宮（ちりくはちまんぐう）（佐賀県みやき町）（肥前国一宮）
  - 新田神社（にったじんじゃ）（鹿児島県薩摩川内市）（薩摩国一宮）
  - 藤崎八旛宮（ふじさきはちまんぐう）（熊本市中央区）
- 五大稲荷神社（ごだいいなりじんじゃ）
  - 伏見稲荷大社（ふしみいなりたいしゃ）（京都市伏見区）（稲荷神社総本宮）
  - 祐徳稲荷神社（ゆうとくいなりじんじゃ）（佐賀県鹿島市）（鎮西日光）
  - 笠間稲荷神社（かさまいなりじんじゃ）（茨城県笠間市）（胡桃下稲荷、紋三郎稲荷）
  - 鼻顔稲荷神社（はなづらいなりじんじゃ）（長野県佐久市）
  - 竹駒神社 （たけこまじんじゃ）（宮城県岩沼市）（竹駒稲荷）
- 児玉神社（こだまじんじゃ）
  - 児玉神社（こだまじんじゃ）（山口県周南市）
  - 児玉神社（こだまじんじゃ）（神奈川県藤沢市）
  - ⇒児玉神社
- 居多神社（こたじんじゃ）（新潟県上越市）（越後国一宮）
- 事任八幡宮（ことのままはちまんぐう）（静岡県掛川市）（遠江国一宮）
- 琴弾八幡宮（ことひきはちまんぐう）（香川県観音寺市）
- 金刀比羅宮（ことひらぐう）⇒ 金刀比羅神社（ことひらじんじゃ）
  - 総本宮：金刀比羅宮（ことひらぐう）（香川県琴平町）
  - 金刀比羅宮（ことひらぐう）（香川県琴平町）（金刀比羅神社総本宮）
  - 金刀比羅宮（ことひらぐう）（東京都港区）（虎ノ門金刀比羅宮）
  - ⇒金刀比羅宮
- 金刀比羅神社（ことひらじんじゃ）
  - 金刀比羅神社（ことひらじんじゃ）（京都府京丹後市）
  - 金刀比羅神社（ことひらじんじゃ）（北海道根室市）
  - ⇒金刀比羅神社
- 琴平神社（ことひらじんじゃ）⇒ 金刀比羅神社（ことひらじんじゃ）
  - 琴平神社（ことひらじんじゃ）（川崎市麻生区）
  - 琴平神社（ことひらじんじゃ）（愛知県豊橋市）
  - ⇒琴平神社
- 籠神社（このじんじゃ）（京都府宮津市）（元伊勢籠神社、丹後国一宮）
- 小平潟天満宮（こびらがたてんまんぐう）（福島県猪苗代町）
- 高麗神社（こまじんじゃ）（埼玉県日高市）
- 駒形神社（こまがたじんじゃ）
  - 総本社：駒形神社（こまがたじんじゃ）（岩手県奥州市）
  - 駒形神社（こまがたじんじゃ）（埼玉県三郷市）
  - 駒形神社（こまがたじんじゃ）（長野県佐久市）
  - ⇒駒形神社
- 小松神社（こまつじんじゃ）（大阪府交野市）
- 小御門神社（こみかどじんじゃ）（千葉県成田市）
- 薦神社（こもじんじゃ）（大分県中津市）（大貞八幡宮）
- 御霊神社（ごりょうじんじゃ）
  - 御霊神社（ごりょうじんじゃ）（奈良県五條市）（御霊本宮）
  - 御霊神社（ごりょうじんじゃ）（奈良県奈良市）（南都御霊神社）
  - 御霊神社（ごりょうじんじゃ）（神奈川県鎌倉市）
  - 御霊神社（ごりょうじんじゃ）（大阪市中央区）
  - 御霊神社（ごりょうじんじゃ）（京都府福知山市）
  - 上御霊神社（かみごりょうじんじゃ）（京都市上京区）
  - 下御霊神社（しもごりょうじんじゃ）（京都市中京区）
  - ⇒御霊神社
- 金王八幡宮（こんのうはちまんぐう）（東京都渋谷区）（渋谷八幡）
- 金比羅神社（こんぴらじんじゃ）⇒ 金刀比羅神社（ことひらじんじゃ）
  - 金比羅神社（こんぴらじんじゃ）（長崎県新上五島町）
  - 金比羅宮（こんぴらぐう）（東京都多摩市）
  - ⇒金比羅神社

## さ
- 狭井神社（さいじんじゃ）（奈良県桜井市）（大神神社摂社）
- 坂田神明宮（さかたしんめいぐう）（滋賀県米原市）
- 佐嘉神社（さがじんじゃ）（佐賀県佐賀市）
- 酒列磯前神社（さかつらいそさきじんじゃ）（茨城県ひたちなか市）
- 佐川龍馬神社（さがわりょうまじんじゃ）（高知県佐川町）
- 前鳥神社（さきとりじんじゃ）（神奈川県平塚市）
- 佐久奈度神社（さくなどじんじゃ）（滋賀県大津市）
- 櫻田山神社（さくらださんじんじゃ）（宮城県栗原市）（山神社）
- 沙沙貴神社（ささきじんじゃ）（滋賀県近江八幡市）
- 西寒多神社（ささむたじんじゃ）（大分県大分市）（豊後国一宮）
- 細石神社（さざれいしじんじゃ）（福岡県糸島市）
- 佐太神社（さだじんじゃ）（島根県松江市）
- 眞田神社（さなだじんじゃ）（長野県上田市）
- 狭野神社（さのじんじゃ）（石川県能美市）
- 佐波神社（さばじんじゃ）（山口県防府市）（周防国総社）
- 寒川神社（さむかわじんじゃ）（神奈川県寒川町）（相模国一宮）
- 狭山神社（さやまじんじゃ）（大阪府大阪狭山市）
- 猿賀神社（さるがじんじゃ）（青森県平川市）
- 猿田彦神社（さるたひこじんじゃ）
  - 総本社：椿大神社 （つばきおおかみやしろ）(三重県鈴鹿市）（猿田彦大本宮、伊勢国一宮）
  - 猿田彦神社（さるたひこじんじゃ）（静岡県掛川市）
  - 猿田彦神社（さるたひこじんじゃ）（三重県伊勢市）
  - 猿田彦神社（さるたひこじんじゃ）（福岡市早良区）
  - ⇒猿田彦神社
- 澤田八幡神社（さわだはちまんじんじゃ）（大阪府藤井寺市）
- 三光稲荷神社（さんこういなりじんじゃ）（愛知県犬山市）
- 山神社（さんじんじゃ）
  - 釜石製鐵所山神社（かまいしせいてつしょさんじんじゃ）（岩手県釜石市）
  - 櫻田山神社（さくらださんじんじゃ）（宮城県栗原市）（山神社）
  - ⇒山神社
- 三大稲荷神社（さんだいいなりじんじゃ）
  - 伏見稲荷大社（ふしみいなりたいしゃ）（京都市伏見区）（稲荷神社総本宮）
  - 祐徳稲荷神社（ゆうとくいなりじんじゃ）（佐賀県鹿島市）（鎮西日光）
  - 笠間稲荷神社（かさまいなりじんじゃ）（茨城県笠間市）（胡桃下稲荷、紋三郎稲荷）
- 三大神社（さんだいじんじゃ）
  - 三大神社（さんだいじんじゃ）（滋賀県草津市）
  - ⇒三大神社
- 三大住吉神社（さんだいすみよしじんじゃ）
  - 住吉大社（すみよしたいしゃ）（大阪市住吉区）（住吉神社総本社、摂津国一宮）
  - 住吉神社（すみよしじんじゃ）（山口県下関市）（長門国一宮）
  - 住吉神社（すみよしじんじゃ）（福岡市博多区）（筑前国一宮）
- 三大天満宮（さんだいてんまんぐう）｜ 三大天神（さんだいてんじん）
  - 太宰府天満宮（だざいふてんまんぐう）（福岡県太宰府市）（天満宮総本社）
  - 北野天満宮（きたのてんまんぐう）（京都市上京区）（天満宮総本社）
  - 防府天満宮（ほうふてんまんぐう）（山口県防府市）
- 三大八幡宮（さんだいはちまんぐう）
  - 宇佐神宮（うさじんぐう）（大分県宇佐市）（宇佐八幡宮、八幡宮総本社、豊後国一宮）
  - 石清水八幡宮（いわしみずはちまんぐう）（京都府八幡市）（男山八幡宮）
  - 筥崎宮（はこざきぐう）（福岡市東区）（筥崎八幡宮、筑前国一宮）
- 三大弁才天（さんだいべんざいてん）
  - 都久夫須麻神社（つくぶすまじんじゃ）（滋賀県長浜市）（竹生島神社）
  - 江島神社（えのしまじんじゃ）（神奈川県藤沢市）
  - 厳島神社（いつくしまじんじゃ）（広島県廿日市市）（嚴島神社、安芸国一宮）
- 山王神社（さんのうじんじゃ）
  - 山王神社（さんのうじんじゃ）（長崎県長崎市）（浦上皇大神宮、山王日吉神社）
  - 山王神社（さんのうじんじゃ）（茨城県桜川市）
  - ⇒山王神社

## し
- 鹽竈神社（しおがまじんじゃ）⇒ 塩竈神社（しおがまじんじゃ） 
  - 総本社：鹽竈神社（しおがまじんじゃ）（宮城県塩竈市）（陸奥国一宮）
  - 鹽竈神社（しおがまじんじゃ）（仙台市宮城野区）（名掛丁塩釜神社）
  - 鹽竈神社（しおがまじんじゃ）（岩手県奥州市）（駒形神社別宮）
  - ⇒鹽竈神社
- 塩竈神社（しおがまじんじゃ）
  - 塩竃神社（しおがまじんじゃ）（栃木県矢板市）
  - 塩竈神社（しおがまじんじゃ）（和歌山県和歌山市）
  - ⇒塩竈神社
- 塩釜神社（しおがまじんじゃ）⇒ 塩竈神社（しおがまじんじゃ）
  - 塩釜神社（しおがまじんじゃ）（長野県松本市）
  - 塩釜神社（しおがまじんじゃ）（愛知県豊橋市）
  - ⇒塩釜神社
- 鹽津神社（しおつじんじゃ）（滋賀県長浜市）（塩津神社）
- 塩屋八幡宮（しおやはちまんぐう）（熊本県八代市）
- 志賀海神社（しかうみじんじゃ）（福岡市東区）
- 式内社・式外社（しきないしゃ・しきげしゃ）
  - 式内社（しきないしゃ）（延喜式内社）⇒ 延喜式神名帳
  - 式外社（しきげしゃ）
- 識名宮（しきなぐう）（沖縄県那覇市）
- 地御前神社（じごぜんじんじゃ）（じごぜんじんじゃ）（広島県廿日市市）（厳島神社外宮）
- 思子淵神社（しこぶちじんじゃ）（滋賀県高島市）
- 四條畷神社（しじょうなわてじんじゃ）（大阪府四條畷市）
- 静岡浅間神社（しずおかせんげんじんじゃ）（静岡市葵区）（神部神社・淺間神社・大歳御祖神社）
- 静神社（しずじんじゃ）（茨城県那珂市）
- 倭文神社（しずりじんじゃ、しとりじんじゃ）
  - 本源：葛木倭文座天羽雷命神社（かつらきしとりにいますあめのはいかづちのみことじんじゃ）（奈良県葛城市）
  - 倭文神社（しずりじんじゃ）（奈良県奈良市）
  - 倭文神社（しとりじんじゃ）（鳥取県湯梨浜町）（伯耆国一宮）
  - 静神社（しずじんじゃ）（茨城県那珂市）
  - ⇒倭文神社
- 志都岐山神社（しづきやまじんじゃ）（山口県萩市）
- 品川神社（しながわじんじゃ）（東京都品川区）
- 信太森葛葉稲荷神社（しのだのもりくずのはいなりじんじゃ）（大阪府和泉市）（信太森神社、葛葉稲荷神社）
- 芝大神宮（しばだいじんぐう）（東京都港区）
- 志磨神社（しまじんじゃ）（和歌山県和歌山市）
- 清水神社（しみずじんじゃ）（兵庫県明石市）
- 下鴨神社（しもがもじんじゃ）（京都市左京区）⇒ 賀茂御祖神社（かもみおやじんじゃ）
- 下御霊神社（しもごりょうじんじゃ）（京都市中京区）
- 下山神社（しもやまじんじゃ）（鳥取県大山町）（大神山神社奥宮末社）
- 社宮神社（しゃぐうじんじゃ）（浜松市北区）
- 松陰神社（しょういんじんじゃ）
  - 松陰神社（しょういんじんじゃ）（山口県萩市）
  - 松陰神社（しょういんじんじゃ）（東京都世田谷区）
- 招魂社（しょうこんしゃ）⇒ 護國神社（ごこくじんじゃ）
- 城南宮（じょうなんぐう）（京都市伏見区）
- 聖母宮（しょうもぐう）（長崎県壱岐市）
- 白髪神社（しらかみじんじゃ、しらがじんじゃ）
  - 白髪神社 （しらがじんじゃ）（熊本県あさぎり町）
  - ⇒白髪神社
- 白河神社（しらかわじんじゃ）（福島県白河市）⇒ 白河の関
- 白鳥神社（しらとりじんじゃ）
  - 白鳥神社（しらとりじんじゃ）（愛知県設楽町）
  - 白鳥神社（しらとりじんじゃ）（富山県富山市）
  - 白鳥神社（しらとりじんじゃ）（宮崎県えびの市）
  - ⇒白鳥神社
- 白峰神宮（しらみねじんぐう）（京都市上京区）
- 白羽神社（しらはじんじゃ）（香川県高松市）
- 白羽神社（しろわじんじゃ）（静岡県御前崎市）http://www.shizuoka-jinjacho.or.jp/shokai/jinja.php?id=4408001
- 白鬚神社（しらひげじんじゃ）
  - 総本宮：白鬚神社（しらひげじんじゃ）（滋賀県高島市）
  - 白鬚神社（しらひげじんじゃ）（埼玉県鶴ヶ島市）
  - 白鬚神社（しらひげじんじゃ）（岐阜県各務原市）
  - 白鬚神社（しらひげじんじゃ）（岐阜県可児市）
  - ⇒白鬚神社
- 白髭神社（しらひげじんじゃ）⇒ 白鬚神社（しらひげじんじゃ）
  - 白髭神社（しらひげじんじゃ）（栃木県宇都宮市）
  - 白髭神社（しらひげじんじゃ）（群馬県桐生市）
  - ⇒白髭神社
- 白髯神社（しらひげじんじゃ）⇒ 白鬚神社（しらひげじんじゃ）
  - 白髯神社（しらひげじんじゃ）（長野県長野市）
  - ⇒白髯神社
- 白山神社（しらやまじんじゃ）
  - 総本社：白山比咩神社（しらやまひめじんじゃ）（石川県白山市）（加賀国一宮）
  - 白山神社（しらやまじんじゃ）（大阪市城東区）
  - 白山神社（しらやまじんじゃ）（香川県三木町）
  - ⇒白山神社
- 白山比咩神社（しらやまひめじんじゃ）
  - 白山比咩神社（しらやまひめじんじゃ）（岐阜県恵那市）
  - 白山比咩神社（しらやまひめじんじゃ）（石川県白山市）（白山神社総本社、加賀国一宮）
  - ⇒白山比咩神社
- 白金氷川神社（しろかねひかわじんじゃ）（東京都港区）⇒ 氷川神社（ひかわじんじゃ）
- 白鳥神社（しろとりじんじゃ）
  - 白鳥神社（しろとりじんじゃ）（長野県長野市）
  - 白鳥神社（しろとりじんじゃ）（岐阜県郡上市）
  - ⇒白鳥神社
- 志和稲荷神社（しわいなりじんじゃ）（岩手県紫波町）
- 志波彦神社（しわひこじんじゃ）（宮城県塩竈市）⇒ 鹽竈神社（しおがまじんじゃ）
- 新開大神宮（しんかいだいじんぐう）（熊本市南区）
- 新宮熊野神社（しんぐうくまのじんじゃ）（福島県喜多方市）
- 新小岩香取神社（しんこいわかとりじんじゃ）（東京都江戸川区）（香取神社）
- 神明宮（しんめいぐう）⇒ 神明神社（しんめいじんじゃ）
  - 神明宮（しんめいぐう）（静岡県掛川市）
  - 神明宮（しんめいぐう）（愛知県岡崎市）（大川神明宮）
  - 坂田神明宮（さかたしんめいぐう）（滋賀県米原市）
  - ⇒神明宮
- 神明社（しんめいしゃ）⇒ 神明神社（しんめいじんじゃ）
  - 神明社（しんめいしゃ）（横浜市保土ケ谷区）
  - 神明社（しんめいしゃ）（愛知県常滑市）（常滑神明社）
  - 所澤神明社（ところさわしんめいしゃ）（埼玉県所沢市）（神明社）
  - ⇒神明社
- 神明神社（しんめいじんじゃ）
  - 総本社：皇大神宮（こうたいじんぐう）（三重県伊勢市）（伊勢神宮内宮）
  - 神明神社（しんめいじんじゃ）（愛知県南知多町）（篠島神明神社）
  - 神明神社（しんめいじんじゃ） (福井県福井市)（お神明さん）
  - ⇒神明神社
- 神明大神宮（しんめいだいじんぐう）（神奈川県相模原市）（神明神社）

## す
- 水天宮（すいてんぐう）
  - 総本宮：水天宮（すいてんぐう）（福岡県久留米市）（久留米水天宮）
  - 水天宮（すいてんぐう）（東京都中央区）
  - 水天宮（すいてんぐう）（北海道小樽市）
  - ⇒水天宮
- 水無神社（すいむじんじゃ）
  - 水無神社（すいむじんじゃ）（長野県木曽町）
  - 水無神社（すいむじんじゃ）（岐阜県関市）
  - ⇒水無神社
- 末吉宮（すえよしぐう）（沖縄県那覇市）
- 須賀神社（すがじんじゃ）
  - 須賀神社（すがじんじゃ）（群馬県沼田市）
  - 須賀神社（すがじんじゃ）（滋賀県長浜市）
  - 須賀神社（すがじんじゃ）（佐賀県小城市）
  - ⇒須賀神社
- 須我神社（すがじんじゃ）（島根県雲南市）
- 素鵞神社（すがじんじゃ、そがじんじゃ）⇒ 須賀神社（すがじんじゃ）
  - 素鵞神社（そがじんじゃ）（茨城県小美玉市）
  - 素鵞神社（すがじんじゃ）（神奈川県湯河原町）
  - ⇒素鵞神社
- 菅原神社（すがわらじんじゃ）⇒ 天満宮（てんまんぐう）
  - 菅原神社（すがわらじんじゃ）（神奈川県小田原市）
  - 菅原神社（すがわらじんじゃ）（三重県伊賀市）（上野天神宮）
  - 菅原神社（すがわらじんじゃ）（鹿児島県薩摩川内市）（藤川天神）
  - ⇒菅原神社
- 菅原天満宮（すがわらてんまんぐう）⇒ 天満宮（てんまんぐう）
  - 菅原天満宮（すがはらてんまんぐう）（大阪市東淀川区）
  - 菅原天満宮（すがわらてんまんぐう）（奈良県奈良市）（菅原神社）
  - ⇒菅原天満宮
- 杉原神社（すぎはらじんじゃ）（富山県富山市）
- 菅生石部神社（すごういそべじんじゃ）（石川県加賀市）
- 洲崎神社（すさきじんじゃ、すのさきじんじゃ）
  - 洲崎神社（すさきじんじゃ）（千葉県館山市）
  - 洲崎神社（すさきじんじゃ）（名古屋市中区）
  - ⇒洲崎神社
- 須佐神社（すさじんじゃ）
  - 須佐神社（すさじんじゃ）（和歌山県有田市）
  - 須佐神社（すさじんじゃ）（島根県出雲市）
  - ⇒須佐神社
- 素盞嗚神社（すさのおじんじゃ）
  - 素盞嗚神社（すさのおじんじゃ）（兵庫県西宮市）
  - 素盞嗚神社（すさのおじんじゃ）（広島県福山市）（備後国一宮）
  - ⇒素盞嗚神社
- 素盞鳴神社（すさのおじんじゃ）⇒ 素盞嗚神社（すさのおじんじゃ）
  - 素盞鳴神社（すさのおじんじゃ）（神戸市東灘区）
  - ⇒素盞鳴神社
- 素盞雄神社（すさのおじんじゃ）⇒ 素盞嗚神社（すさのおじんじゃ）
  - 素盞雄神社（すさのおじんじゃ）（東京都荒川区）（千住素盞雄神社）
  - ⇒素盞雄神社
- 須佐男神社（すさのおじんじゃ）⇒ 素盞嗚神社（すさのおじんじゃ）
  - 須佐男神社（すさのおじんじゃ）（兵庫県伊丹市）
  - ⇒須佐男神社
- 須佐之男神社（すさのおじんじゃ）⇒ 素盞嗚神社（すさのおじんじゃ）
  - 須佐之男神社（すさのおじんじゃ）（兵庫県西宮市 ）
  - 須佐之男命神社（すさのおのみことじんじゃ）（大阪府摂津市）
  - ⇒須佐之男神社
- 進雄神社（すさのおじんじゃ）⇒ 素盞嗚神社（すさのおじんじゃ）
  - 進雄神社（すさのおじんじゃ）（群馬県高崎市）
  - ⇒進雄神社
- 須須神社（すずじんじゃ）（石川県珠洲市）
  - 高座宮、金分宮、奥宮
- 隅田八幡神社（すだはちまんじんじゃ）（和歌山県橋本市）
- 崇道神社（すどうじんじゃ）⇒ 崇道天皇神社（すどうてんのうじんじゃ）
  - 崇道神社（すどうじんじゃ）（京都市左京区）
  - ⇒崇道神社
- 崇道天皇社（すどうてんのうしゃ）⇒ 崇道天皇神社（すどうてんのうじんじゃ）
  - 崇道天皇社（すどうてんのうしゃ）（奈良県奈良市）
  - ⇒崇道天皇社
- 崇道天皇神社（すどうてんのうじんじゃ）
  - 崇道天皇神社（すどうてんのうじんじゃ）（奈良県奈良市）
  - ⇒崇道天皇神社
- 須倍神社（すべじんじゃ）（浜松市浜名区）
- 住吉神社（すみよしじんじゃ）
  - 総本社：住吉大社（すみよしたいしゃ）（大阪市住吉区）（摂津国一宮）
  - 住吉神社（すみよしじんじゃ）（東京都中央区）
  - 住吉神社（すみよしじんじゃ）（長野県安曇野市）
  - 住吉神社（すみよしじんじゃ）（兵庫県明石市）
  - 住吉神社（すみよしじんじゃ）（兵庫県加西市）（酒見大明神、住吉酒見社、住吉酒見神社）
  - 住吉神社（すみよしじんじゃ）（広島市中区）
  - 住吉神社（すみよしじんじゃ）（山口県下関市）（長門国一宮）
  - 住吉神社（すみよしじんじゃ）（福岡市博多区）（筑前国一宮）
  - 住吉神社（すみよしじんじゃ）（長崎県壱岐市）
  - 住吉神社（すみよしじんじゃ）（熊本県宇土市）
  - 本住吉神社（もとすみよしじんじゃ）（神戸市東灘区）
  - ⇒住吉神社
- 住吉大社（すみよしたいしゃ）（大阪市住吉区）（住吉神社総本社、摂津国一宮）
- 須山浅間神社（すやませんげんじんじゃ）（静岡県裾野市）（浅間神社）
- 諏訪宮（すわぐう）⇒ 諏訪神社（すわじんじゃ）
  - 諏訪宮（すわぐう）（福岡県糸島市）
  - 秋田諏訪宮（あきたすわぐう）（秋田県美郷町）
  - ⇒諏訪宮
- 諏訪神社（すわじんじゃ）
  - 総本社：諏訪大社（すわたいしゃ）（長野県諏訪市、茅野市、下諏訪町）（信濃国一宮）
  - 諏訪神社（すわじんじゃ）（山梨県山中湖村）（山中諏訪神社）
  - 諏訪神社（すわじんじゃ）（浜松市中央区）⇒ 五社神社・諏訪神社（ごしゃじんじゃ・すわじんじゃ）
  - 諏訪神社（すわじんじゃ）（浜松市天竜区）
  - 諏訪神社（すわじんじゃ）（青森県南部町）
  - 鎮西大社諏訪神社（ちんぜいたいしゃすわじんじゃ）（長崎県長崎市）
  - ⇒諏訪神社
- 諏訪大社（すわたいしゃ）（長野県）（諏訪神社総本社、信濃国一宮）
  - 上社（かみしゃ）（長野県諏訪市、茅野市）
    - 本宮、前宮

  - 下社（しもしゃ）（長野県下諏訪町）
    - 秋宮、春宮

## せ
- 晴明神社（せいめいじんじゃ）（京都市上京区）
- 世界遺産構成資産
  - 古都京都の文化財
    - 賀茂別雷神社（かもわけいかづちじんじゃ）（京都市北区）（上賀茂神社）
    - 賀茂御祖神社（かもみおやじんじゃ）（京都市左京区）（下鴨神社）
    - 宇治上神社（うじがみじんじゃ）（京都府宇治市）

  - 厳島神社
    - 厳島神社（いつくしまじんじゃ）（広島県廿日市市）

  - 古都奈良の文化財
    - 春日大社（かすがたいしゃ）（奈良県奈良市）

  - 日光の社寺
    - 二荒山神社（ふたらさんじんじゃ）（栃木県日光市）⇒ 日光二荒山神社（にっこうふたらさんじんじゃ）
    - 東照宮（とうしょうぐう）（栃木県日光市）⇒ 日光東照宮（にっこうとうしょうぐう）

  - 紀伊山地の霊場と参詣道
    - 吉野水分神社（よしのみくまりじんじゃ）（奈良県吉野町）
    - 金峯神社（きんぷじんじゃ）（奈良県吉野町）
    - 吉水神社（よしみずじんじゃ）（奈良県吉野町）
    - 熊野本宮大社（くまのほんぐうたいしゃ）（和歌山県田辺市）
    - 熊野速玉大社（くまのはやたまたいしゃ）（和歌山県新宮市）
    - 熊野那智大社（くまのなちたいしゃ）（和歌山県那智勝浦町）
    - 丹生都比売神社（にうつひめじんじゃ）（和歌山県かつらぎ町）
    - 丹生官省符神社（にうかんしょうぶじんじゃ）（和歌山県九度山町）

  - 富士山-信仰の対象と芸術の源泉
    - 富士山本宮浅間大社（ふじさんほんぐうせんげんたいしゃ）（静岡県富士宮市）
    - 山宮浅間神社（やまみやせんげんじんじゃ）（静岡県富士宮市）
    - 村山浅間神社（むらやませんげんじんじゃ）（静岡県富士宮市）
    - 人穴浅間神社（ひとあなせんげんじんじゃ）（静岡県富士宮市）
    - 須山浅間神社（すやませんげんじんじゃ）（静岡県裾野市）
    - 冨士浅間神社（ふじせんげんじんじゃ）（静岡県小山町）⇒ 東口本宮冨士浅間神社（ひがしぐちほんぐうふじせんげんじんじゃ）
    - 河口浅間神社（かわぐちあさまじんじゃ）（山梨県富士河口湖町）
    - 冨士御室浅間神社（ふじおむろせんげんじんじゃ）（山梨県富士河口湖町）
    - 北口本宮冨士浅間神社（きたぐちほんぐうふじせんげんじんじゃ）（山梨県富士吉田市）

  - ｢神宿る島｣ 宗像・沖ノ島と関連遺産群
    - 宗像大社沖津宮（むなかたたいしゃおきつみや）（福岡県宗像市大島沖之島）
    - 宗像大社沖津宮遥拝所（むなかたたいしゃおきつみやようはいしょ）（福岡県宗像市大島）
    - 宗像大社中津宮（むなかたたいしゃなかつみや）（福岡県宗像市大島）
    - 宗像大社辺津宮（むなかたたいしゃへつみや）（福岡県宗像市田島）
- 世良田東照宮（せらだとうしょうぐう）（群馬県太田市）
- 浅間神社（せんげんじんじゃ）
  - 総本宮：富士山本宮浅間大社（ふじさんほんぐうせんげんたいしゃ）（静岡県富士宮市）（駿河国一宮）
  - 一宮浅間神社（いちのみやせんげんじんじゃ）（山梨県市川三郷町）
  - 稲毛浅間神社（いなげせんげんじんじゃ）（千葉市稲毛区）（浅間神社）
  - 北口本宮冨士浅間神社（きたぐちほんぐうふじせんげんじんじゃ）（山梨県富士吉田市）
  - 静岡浅間神社（しずおかせんげんじんじゃ）（静岡市葵区）（神部神社・淺間神社・大歳御祖神社）
  - 須山浅間神社（すやませんげんじんじゃ）（静岡県裾野市）（浅間神社）
  - 東口本宮冨士浅間神社（ひがしぐちほんぐうふじせんげんじんじゃ）（静岡県小山町）（冨士浅間神社、須走浅間神社）
  - 人穴浅間神社（ひとあなせんげんじんじゃ）（静岡県富士宮市）（浅間神社）
  - 冨士御室浅間神社（ふじおむろせんげんじんじゃ）（山梨県富士河口湖町）
  - 冨士山下宮小室浅間神社（ふじさんしもみやおむろせんげんじんじゃ）（山梨県富士吉田市）（小室浅間神社）
  - 富知六所浅間神社（ふじろくしょせんげんじんじゃ）（静岡県富士市）（三日市浅間神社）
  - 村山浅間神社（むらやませんげんじんじゃ）（静岡県富士宮市）（富士根本宮）
  - 山宮浅間神社（やまみやせんげんじんじゃ）（静岡県富士宮市）（浅間神社）
  - ⇒浅間神社
- 仙台東照宮（せんだいとうしょうぐう）（仙台市青葉区）

## そ
- 宗佐厄神八幡神社（そうさやくじんはちまんじんじゃ）（兵庫県加古川市）（厄除八幡宮、厄神さん）
- 総社（そうじゃ）（惣社、総社宮、総神社）
  - ⇒総社
- 総社神社（そうじゃじんじゃ）（群馬県前橋市）（總社神社、上野国総社神社、上野国総社）
- 総社神社（そうじゃじんじゃ）（香川県坂出市）（讃岐国総社）
- 総本社・総本宮（そうほんしゃ・そうほんぐう）
  - ⇒総本社・総本宮

## た
- 大神宮（だいじんぐう）⇒ 神明神社（しんめいじんじゃ）
  - 出雲大神宮（いずもだいじんぐう）（京都府亀岡市）（丹波国一宮）
  - 開成山大神宮（かいせいざんだいじんぐう）（福島県郡山市）
  - 芝大神宮（しばだいじんぐう）（東京都港区）
  - 新開大神宮（しんかいだいじんぐう）（熊本市南区）
  - 神明大神宮（しんめいだいじんぐう）（神奈川県相模原市）（神明神社）
  - 東京大神宮（とうきょうだいじんぐう）（東京都千代田区）
  - 中津大神宮（なかつだいじんぐう）（大分県中津市）
  - 船橋大神宮（ふなばしだいじんぐう）（千葉県船橋市）⇒ 意富比神社（おおひじんじゃ）
  - 村松大神宮（むらまつだいじんぐう）（茨城県東海村）
  - ⇒大神宮
- 太皷谷稲成神社 （たいこだにいなりじんじゃ）（島根県津和野町）
- 大分八幡宮（だいぶはちまんぐう）（福岡県飯塚市）（大分宮）
- 大雷神社 (だいらいじんじゃ）⇒ 雷神社（らいじんじゃ）
  - 大雷神社（だいらいじんじゃ）（埼玉県熊谷市）（上之村神社末社）
  - ⇒大雷神社
- 高忍日賣神社（たかおしひめじんじゃ）（愛媛県松前町）（高忍日売神社）
- 高鴨神社（たかかもじんじゃ）（奈良県御所市）（上鴨社）
- 高倉神社（たかくらじんじゃ）
  - 高倉神社（たかくらじんじゃ）（京都府木津川市）
  - 高倉神社（たかくらじんじゃ）（兵庫県淡路市）
  - ⇒高倉神社
- 高座結御子神社（たかくらむすびみこじんじゃ）（名古屋市熱田区）（熱田神宮摂社）
- 高砂神社（たかさごじんじゃ）（兵庫県高砂市）
- 高石神社（たかしのじんじゃ）（大阪府高石市）
- 多賀神社（たがじんじゃ）
  - 総本社：多賀大社（たがたいしゃ）（滋賀県多賀町）
  - 多賀神社（たがじんじゃ）（宮城県多賀城市）
  - 多賀神社（たがじんじゃ）（東京都八王子市）
  - 多賀神社（たがじんじゃ）（長野県松本市）
  - ⇒多賀神社
- 高須神社（たかすじんじゃ）（堺市堺区）
- 高瀬神社（たかせじんじゃ）（富山県南砺市）（越中国一宮）
- 多賀大社（たがたいしゃ）（滋賀県多賀町）（多賀神社総本社）
- 田縣神社（たがたじんじゃ）（愛知県小牧市）（田県神社）
- 高千穂神社（たかちほじんじゃ）（宮崎県高千穂町）
- 高津柿本神社（たかつかきのもとじんじゃ）（島根県益田市）（柿本神社）
- 高塚熊野神社（たかつかくまのじんじゃ）（浜松市中央区）
- 高天神社（たかてんじんじゃ）（静岡県掛川市）
- 高橋稲荷神社（たかはしいいなりじんじゃ）（熊本市西区）
- 高松神社（たかまつじんじゃ）（静岡県御前崎市）
- 高天彦神社（たかまひこじんじゃ）（奈良県御所市）
- 瀧尾神社（たきのおじんじゃ）（栃木県日光市）（日光二荒山神社別宮）
- 多久比禮志神社（たくひれしじんじゃ）（富山県富山市）（塩宮）
- 建勲神社（たけいさおじんじゃ）（京都府京都市北区）
- 武井神社（たけいじんじゃ）（長野県長野市）
- 竹駒神社 （たけこまじんじゃ）（宮城県岩沼市）（竹駒稲荷）
- 武田神社 （たけだじんじゃ）（山梨県甲府市）
- 武田八幡宮（たけだはちまんぐう）（山梨県韮崎市）
- 建部大社（たけべたいしゃ）（滋賀県大津市）（近江国一宮）
- 建水分神社（たけみくまりじんじゃ）（大阪府千早赤阪村）（水分神社）
- 武水別神社（たけみずわけじんじゃ）（長野県千曲市）（八幡神社）
- 太宰府天満宮（だざいふてんまんぐう）（福岡県太宰府市）（天満宮総本社）
- 多治速比売神社（たじはやひめじんじゃ）（堺市南区）（荒山宮）
- 田島神社（たしまじんじゃ）（佐賀県唐津市）
- 多田神社（ただじんじゃ）（兵庫県川西市）
- 橘樹神社（たちばなじんじゃ）（千葉県茂原市）
- 龍尾神社（たつおじんじゃ）（静岡県掛川市）
- 龍田大社（たつたたいしゃ）（奈良県三郷町）
- 立石海神社（たていしかいじんじゃ）（奈良県下市町）
- 多度大社（たどたいしゃ）（三重県桑名市）
- 玉前神社（たまさきじんじゃ）（千葉県一宮町）（上総国一宮）
- 玉崎神社（たまさきじんじゃ）（千葉県旭市）
- 玉敷神社（たましきじんじゃ）（埼玉県加須市）（久伊豆神社総本社）
- 玉作湯神社（たまつくりゆじんじゃ）（島根県松江市）
- 玉津島神社（たまつしまじんじゃ）（和歌山県和歌山市）
- 玉祖神社（たまのおやじんじゃ）
  - 総本社：玉祖神社（たまのおやじんじゃ）（山口県防府市大崎）（周防国一宮）
  - 玉祖神社（たまのおやじんじゃ）（山口県防府市切畑）
  - 玉祖神社（たまのおやじんじゃ）（大阪府八尾市）
  - ⇒玉祖神社
- 玉若酢命神社（たまわかすみことじんじゃ）（島根県隠岐の島町）
- 手向山八幡宮（たむけやまはちまんぐう）（奈良県奈良市）
- 田村神社（たむらじんじゃ）
  - 総本社：田村神社（たむらじんじゃ）（滋賀県甲賀市）
  - 田村神社（たむらじんじゃ）（宮城県白石市）
  - 田村神社（たむらじんじゃ）（福島県郡山市）
  - 田村神社（たむらじんじゃ）（香川県高松市）（讃岐国一宮）
  - ⇒田村神社
- 樽前山神社（たるまえざんじんじゃ）（北海道苫小牧市）
- 談山神社（たんざんじんじゃ）（奈良県桜井市）

## ち
- 竹生島神社（ちくぶしまじんじゃ）（滋賀県長浜市）⇒ 都久夫須麻神社（つくぶすまじんじゃ）
- 秩父御嶽神社（ちちぶおんたけじんじゃ）（埼玉県飯能市）
- 秩父神社（ちちぶじんじゃ）（埼玉県秩父市）
- 千歳神社（ちとせじんじゃ）（北海道千歳市）
- 千葉神社（ちばじんじゃ）（千葉県千葉市）（妙見本宮）
- 鳥海山大物忌神社（ちょうかいさんおおものいみじんじゃ）（山形県遊佐町）（出羽国一宮）
- 勅祭社（ちょくさいしゃ）
  - ⇒勅祭社
- 千代保稲荷神社（ちよほいなりじんじゃ）（岐阜県海津市）
- 千栗八幡宮（ちりくはちまんぐう）（佐賀県みやき町）（肥前国一宮）
- 鎮西大社諏訪神社（ちんぜいたいしゃすわじんじゃ）（長崎県長崎市）

## つ
- 筑摩神社（つかまじんじゃ）（長野県松本市）
- 積川神社（つがわじんじゃ）（大阪府岸和田市）
- 槻神社（つきじんじゃ）（愛知県東栄町）
- 調神社（つきじんじゃ）（さいたま市浦和区）（調宮）
- 月讀神社（つきよみじんじゃ）（長崎県壱岐市）
- 月読神社（つきよみじんじゃ）（京都市西京区）（月讀神社）
- 筑波山神社（つくばさんじんじゃ）（茨城県つくば市）
- 都久夫須麻神社（つくぶすまじんじゃ）（滋賀県長浜市）（竹生島神社）
- 津島神社（つしまじんじゃ）
  - 総本社：津島神社（つしまじんじゃ）（愛知県津島市）
  - 津島神社（つしまじんじゃ）（奈良県田原本町）
  - 玉津島神社（たまつしまじんじゃ）（和歌山県和歌山市）
  - ⇒津島神社
- 津嶋神社（つしまじんじゃ）⇒ 津島神社（つしまじんじゃ）
  - 津嶋神社（つしまじんじゃ）（香川県三豊市）
  - ⇒津嶋神社

- 都都古別神社（つつこわけじんじゃ）（福島県棚倉町）
  - 都都古和氣神社（つつこわけじんじゃ）（福島県棚倉町）（馬場都々古別神社、陸奥国一宮）
  - 都々古別神社（つつこわけじんじゃ）（福島県棚倉町）（八槻都々古別神社、陸奥国一宮）
- 綱敷天神社（つなしきてんじんしゃ）（大阪市北区）
- 綱神社（つなじんじゃ）（栃木県益子町）
- 都農神社（つのじんじゃ）（宮崎県都農町）（日向国一宮）
- 椿大神社（つばきおおかみやしろ）（三重県鈴鹿市）（猿田彦神社総本社、伊勢国一宮）
- 都波岐神社（つばきじんじゃ）（三重県鈴鹿市）（伊勢国一宮）⇒ 都波岐神社・奈加等神社（つばきじんじゃ・なかとじんじゃ）
- 都波岐神社・奈加等神社（つばきじんじゃ・なかとじんじゃ）（三重県鈴鹿市）（都波岐奈加等神社）
- 壺井八幡宮（つぼいはちまんぐう）（大阪府羽曳野市）
- 都萬神社（つまじんじゃ）（宮崎県西都市）（日向国総社）
- 妻恋神社（つまこいじんじゃ）（東京都文京区）
- 露天神社（つゆのてんじんしゃ）（大阪市北区）（お初天神）
- 鶴尾神社（つるおじんじゃ）（香川県高松市）
- 鶴岡八幡宮（つるがおかはちまんぐう）（神奈川県鎌倉市）（鎌倉八幡宮）
- 鶴谷八幡宮（つるがやはちまんぐう）（千葉県館山市）（安房国総社）
- 劔神社（つるぎじんしゃ）（福井県越前町）
- 鶴見神社（つるみじんじゃ）（横浜市鶴見区）
- 鶴嶺八幡宮（つるみねはちまんぐう）（神奈川県茅ヶ崎市）

## て
- 照国神社（てるくにじんじゃ）（鹿児島県鹿児島市）
- 光雲神社（てるもじんじゃ）（福岡市中央区）
- 出羽三山（でわさんざん）
  - 出羽神社（いではじんじゃ）（山形県鶴岡市）
  - 月山神社（がっさんじんじゃ）（山形県庄内町）
  - 湯殿山神社（ゆどのさんじんじゃ）（山形県鶴岡市）
- 天王神社（てんおうじんじゃ）
  - 天王神社（てんおうじんじゃ）（京都府木津川市）
  - ⇒天王神社
- 天海稲荷神社（てんかいいなりじんしゃ）（福岡県太宰府市）
- 天河大弁財天社 （てんかわだいべんざいてんしゃ）（奈良県天川村）（天河神社）
- 天神宮（てんじんぐう）⇒ 天満宮（てんまんぐう）
  - 上野天神宮（うえのてんじんぐう）（三重県伊賀市）⇒ 菅原神社（すがわらじんじゃ）
  - 服部天神宮（はっとりてんじんぐう）（大阪府豊中市）
  - ⇒天神宮
- 天神社（てんじんしゃ）⇒ 天満宮（てんまんぐう）
  - 荏柄天神社（えがらてんじんしゃ）（神奈川県鎌倉市）
  - 大嵐天神社（おおあらしてんじんしゃ）（山梨県富士河口湖町）
  - 亀戸天神社（かめいどてんじんしゃ）（東京都江東区）（亀戸天神、亀戸天満宮）
  - 高天神社（たかてんじんじゃ）（静岡県掛川市）
  - 綱敷天神社（つなしきてんじんしゃ）（大阪市北区）
  - 露天神社（つゆのてんじんしゃ）（大阪市北区）（お初天神）
  - 長草天神社（ながくさてんじんしゃ）（愛知県大府市）
  - 布多天神社（ふだてんじんしゃ）（東京都調布市）
  - ⇒天神社
- 天神神社（てんじんじんじゃ）⇒ 天満宮（てんまんぐう）
  - 天神神社（てんじんじんじゃ）（京都府京丹後市）
  - 長良天神神社（ながらてんじんじんじゃ）（岐阜県岐阜市）（天神神社）
  - ⇒天神神社
- 天祖神社（てんそじんじゃ）⇒ 神明神社（しんめいじんじゃ）
  - 天祖神社（てんそじんじゃ）（東京都豊島区）（大塚天祖神社）
  - 天祖神社（てんそじんじゃ）（東京都葛飾区）（堀切天祖神社）
  - ⇒天祖神社
- 天王神社（てんのうじんじゃ）
  - 天王神社（てんのうじんじゃ）（青森県七戸町）
  - ⇒天王神社
- 天皇神社（てんのうじんじゃ）
  - 天皇神社（てんのうじんじゃ）（滋賀県大津市）
  - ⇒天皇神社
- 天満神社（てんまじんじゃ）⇒ 天満宮（てんまんぐう）
  - 天満神社（てんまじんじゃ）（京都府与謝野町）
  - ⇒天満神社
- 天満神社（てんまんじんじゃ）⇒ 天満宮（てんまんぐう）
  - 天満神社（てんまんじんじゃ）（福井県敦賀市）
  - 天満神社（てんまんじんじゃ）（神戸市中央区）（北野天満神社）
  - 天満神社（てんまじんじゃ）（香川県高松市）（西天神社）
  - ⇒天満神社
- 天満宮（てんまんぐう）
  - 総本社：北野天満宮（きたのてんまんぐう）（京都市上京区）
  - 総本社：太宰府天満宮（だざいふてんまんぐう）（福岡県太宰府市）
  - 上野天満宮（うえのてんまんぐう）（名古屋市千種区）（名古屋天神）
  - 大阪天満宮（おおさかてんまんぐう）（大阪市北区）（天満天神）
  - 桐生天満宮（きりゅうてんまんぐう）（群馬県桐生市）
  - 小平潟天満宮（こびらがたてんまんぐう）（福島県猪苗代町）
  - 菅原天満宮（すがはらてんまんぐう）（大阪市東淀川区）
  - 菅原天満宮（すがわらてんまんぐう）（奈良県奈良市）
  - 道明寺天満宮（どうみょうじてんまんぐう）（大阪府藤井寺市）
  - 長岡天満宮（ながおかてんまんぐう）（京都府長岡京市）
  - 廿日市天満宮（はつかいちてんまんぐう）（広島県廿日市市）
  - 防府天満宮（ほうふてんまんぐう）（山口県防府市）
  - 谷保天満宮（やぼてんまんぐう）（東京都国立市）（谷保天神）
  - 行過天満宮（ゆきすぎてんまんぐう）（滋賀県高島市）⇒ 阿志都弥神社・行過天満宮（あしづみじんじゃ・ゆきすぎてんまんぐう）
  - 湯島天満宮（ゆしまてんまんぐう）（東京都文京区）（湯島天神）
  - ⇒天満宮
- 天満天神宮（てんまんてんじんぐう）⇒ 天満宮（てんまんぐう）
  - 天満天神宮（てんまんてんじんぐう）（千葉県市川市）
  - 天満天神宮（てんまんてんじんぐう）（高知県土佐市）
  - ⇒天満天神宮

## と
- 遠石八幡宮（といしはちまんぐう）（山口県周南市）
- 道明寺天満宮（どうみょうじてんまんぐう）（大阪府藤井寺市）
- 戸明神社（とあけじんじゃ）（北九州市若松区）
- 東京十社（とうきょうじっしゃ）
  - 赤坂氷川神社（あかさかひかわじんじゃ）（東京都港区）⇒ 氷川神社（ひかわじんじゃ）
  - 王子神社（おうじじんじゃ）（東京都北区）
  - 亀戸天神社（かめいどてんじんしゃ）（東京都江東区）（亀戸天神、亀戸天満宮）
  - 神田神社（かんだじんじゃ）（東京都千代田区）⇒ 神田明神（かんだみょうじん）
  - 品川神社（しながわじんじゃ）（東京都品川区）
  - 芝大神宮（しばだいじんぐう）（東京都港区）
  - 富岡八幡宮（とみおかはちまんぐう）（東京都江東区）（深川八幡宮）
  - 根津神社（ねづじんじゃ）（東京都文京区）
  - 白山神社（はくさんじんじゃ）（東京都文京区）
  - 日枝神社（ひえじんじゃ）（東京都千代田区）（赤坂日枝神社）
  - ⇒東京十社
- 東京大神宮（とうきょうだいじんぐう）（東京都千代田区）
- 鬪雞神社（とうけいじんじゃ）（京都市東山区）（鬪鷄神社）
- 東郷神社（とうごうじんじゃ）
  - 東郷神社（とうごうじんじゃ）（東京都渋谷区）
  - 東郷神社（とうごうじんじゃ）（福岡県福津市）
  - ⇒東郷神社
- 東国三社（とうごくさんしゃ）
  - 息栖神社（いきすじんじゃ）（茨城県神栖市）
  - 鹿島神宮（かしまじんぐう）（茨城県鹿嶋市）（鹿嶋神宮、常陸国一宮）
  - 香取神宮（かとりじんぐう）（千葉県香取市）（下総国一宮）
- 東照宮（とうしょうぐう）
  - 総本宮：日光東照宮（にっこうとうしょうぐう）（栃木県日光市）（東照宮）
  - 上野東照宮（うえのとうしょうぐう）（東京都台東区）（東照宮）
  - 久能山東照宮（くのうざんとうしょうぐう）（静岡市駿河区）
  - 世良田東照宮（せらだとうしょうぐう）（群馬県太田市）
  - 仙台東照宮（せんだいとうしょうぐう）（仙台市青葉区）
  - 鳥取東照宮（とっとりとうしょうぐう）（鳥取県鳥取市）
  - 名古屋東照宮（なごやとうしょうぐう）（名古屋市中区）
  - 船橋東照宮（ふなばしとうしょうぐう）（千葉県船橋市）
  - ⇒東照宮
- 十日恵比須神社（とおかえびすじんじゃ）（福岡市博多区）
- 戸隠神社（とがくしじんじゃ）（長野県長野市）
- 砥鹿神社（とがじんじゃ）（愛知県豊川市）（三河国一宮）
- 常磐神社（ときわじんじゃ）（茨城県水戸市）
- 所澤神明社（ところさわしんめいしゃ）（埼玉県所沢市）（神明社）
- 土佐神社（とさじんじゃ）（高知県高知市）（土佐国一宮）
- 等乃伎神社（とのきじんじゃ）（大阪府高石市）
- 鳥取神社（とっとりじんじゃ）（北海道釧路市）
- 鳥取東照宮（とっとりとうしょうぐう）（鳥取県鳥取市）
- 富岡八幡宮（とみおかはちまんぐう）（東京都江東区）（深川八幡宮）
- 鞆結神社（ともゆいじんじゃ）（滋賀県高島市）⇒ 大荒比古神社・鞆結神社（おおあらひこじんじゃ・ともゆいじんじゃ）
- 豊受大神宮（とようけだいじんぐう）（三重県伊勢市）（伊勢神宮外宮）
- 豊国神社（とよくにじんじゃ）
  - 豊国神社（とよくにじんじゃ）（京都市東山区）
  - 豊国神社（とよくにじんじゃ）（名古屋市中村区）
  - ⇒豊国神社
- 豊榮神社・野田神社（とよさかじんじゃ・のだじんじゃ）（山口県山口市）
  - 豊榮神社、野田神社
- 豊玉姫神社（とよたまひめじんじゃ）
  - 豊玉姫神社（とよたまひめじんじゃ）（鹿児島県南九州市）
  - ⇒豊玉姫神社
- 豊福阿蘇神社（とよふくあそじんじゃ）（熊本県宇城市）
- 鳥越神社（とりこえじんじゃ）（東京都台東区）
- 鳥出神社（とりでじんじゃ）（三重県四日市市）

## な
- 長岡天満宮（ながおかてんまんぐう）（京都府長岡京市）
- 長草天神社（ながくさてんじんしゃ）（愛知県大府市）
- 中標津神社 （なかしべつじんじゃ）（北海道中標津町）
- 長滝白山神社（ながたきはくさんじんじゃ）（岐阜県郡上市）
- 長田神社（ながたじんじゃ）（神戸市長田区）
- 中津大神宮（なかつだいじんぐう）（大分県中津市）
- 奈加等神社（なかとじんじゃ）（三重県鈴鹿市）⇒ 都波岐神社・奈加等神社（つばきじんじゃ・なかとじんじゃ）
- 中山神社（なかやまじんじゃ）（岡山県津山市）（美作国一宮）
- 長等神社（ながらじんじゃ）（滋賀県大津市）
- 那古野神社（なごやじんじゃ）（名古屋市中区）
- 名古屋東照宮（なごやとうしょうぐう）（名古屋市中区）
- 梨木神社（なしのきじんじゃ）（京都市上京区）
- 那須神社（なすじんじゃ）（栃木県大田原市）
- 那須温泉神社（なすゆぜんじんじゃ）（栃木県那須町）
- 名取熊野三社（なとりくまのさんしゃ）
  - 熊野神社（くまのじんじゃ）（宮城県名取市）（熊野新宮社）
  - 熊野本宮社（くまのほんぐうしゃ）（宮城県名取市）
  - 熊野那智神社（くまのなちじんじゃ）（宮城県名取市）
- 波上宮（なみのうえぐう）（沖縄県那覇市）
- 苗村神社（なむらじんじゃ）（滋賀県竜王町）
- 成海神社（なるみじんじゃ）（名古屋市緑区）
- 鳴海八幡宮（なるみはちまんぐう）（名古屋市緑区）
- 名和神社（なわじんじゃ）（鳥取県大山町）
- 南宮大社（なんぐうたいしゃ）（岐阜県垂井町）（南宮神社、美濃国一宮）

## に
- 丹生川上神社（にうかわかみじんじゃ）
  - 丹生川上神社上社（にうかわかみじんじゃかみしゃ）（奈良県川上村）
  - 丹生川上神社中社（にうかわかみじんじゃなかしゃ）（奈良県東吉野村）⇒ 丹生川上神社（にうかわかみじんじゃ）
  - 丹生川上神社下社（にうかわかみじんじゃしもしゃ）（奈良県下市町）
- 丹生官省符神社（にうかんしょうぶじんじゃ）（和歌山県九度山町）
- 丹生都比売神社（にうつひめじんじゃ）（和歌山県かつらぎ町）（紀伊国一宮）
- 西岡神宮（にしおかじんぐう）（熊本県宇土市）
- 西久保八幡神社（にしくぼはちまんじんじゃ）（東京都港区）⇒ 八幡神社（はちまんじんじゃ）
- 錦織神社（にしこおりじんじゃ）（大阪府富田林市）
- 西天神社（にしてんじんじゃ）
  - 西天神社（にしてんじんじゃ）（兵庫県伊丹市）
  - ⇒西天神社
- 西宮神社（にしのみやじんじゃ）
  - 西宮神社（にしのみやじんじゃ）（兵庫県西宮市）（えびす神社総本社）
  - 西宮神社（にしのみやじんじゃ）（栃木県足利市）
  - 西宮神社（にしのみやじんじゃ）（長野県長野市）
  - 桐生西宮神社（きりゅうにしのみやじんじゃ）（群馬県桐生市）
  - ⇒西宮神社
- 二十二社（にじゅうにしゃ）
  - 上七社（かみしちしゃ）
    - 伊勢神宮（いせじんぐう）（三重県伊勢市）（神宮）
    - 石清水八幡宮（いわしみずはちまんぐう）（京都府八幡市）（男山八幡宮）
    - 賀茂別雷神社（かもわけいかづちじんじゃ）（京都市北区）（上賀茂神社、賀茂神社本社、山城国一宮）
    - 賀茂御祖神社（かもみおやじんじゃ）（京都市左京区）（下鴨神社、賀茂神社本社、山城国一宮）
    - 松尾大社（まつのおたいしゃ）（京都市西京区）（松尾神社総本社）
    - 平野神社（ひらのじんじゃ）（京都市北区）
    - 伏見稲荷大社（ふしみいなりたいしゃ）（京都市伏見区）（稲荷神社総本宮）
    - 春日大社（かすがたいしゃ）（奈良県奈良市）（春日神社総本社）

  - 中七社（なかしちしゃ）
  - 下八社（しもはちしゃ）
  - ⇒二十二社
- 日前宮（にちぜんぐう）（和歌山県和歌山市）⇒ 日前神宮・國懸神宮（ひのくまじんぐう・くにかかすじんぐう）
- 日光東照宮（にっこうとうしょうぐう）（栃木県日光市）（東照宮総本宮）
- 日光二荒山神社（にっこうふたらさんじんじゃ）（栃木県日光市）（二荒山神社）
  - 本社、別宮 (本宮神社、滝尾神社)、中宮祠、奥宮
- 新田神社（にったじんじゃ）（鹿児島県薩摩川内市）（薩摩国一宮）
- 二宮赤城神社（にのみやあかぎじんじゃ）（群馬県前橋市）（赤城神社本宮）
- 二宮神社（にのみやじんじゃ）
  - 二宮神社（にのみやじんじゃ）（東京都あきる野市）（小河神社）
  - 二宮神社（にのみやじんじゃ）（千葉県船橋市）
  - 二宮神社（にのみやじんじゃ）（静岡県掛川市）
  - 二宮神社（にのみやじんじゃ）（静岡県湖西市）
  - ⇒二宮神社
- 二本松神社（にほんまつじんじゃ）（福島県二本松市）
- 若一王子神社（にゃくいちおうじじんじゃ）（長野県大町市）
- 楡山神社（にれやまじんじゃ）（埼玉県深谷市）

## ぬ
- 貫前神社（ぬきさきじんじゃ）（群馬県富岡市）⇒ 一之宮貫前神社（いちのみやぬきさきじんじゃ）
- 沼名前神社（ぬなくまじんじゃ）（広島県福山市）

## ね
- 根津神社（ねづじんじゃ）（東京都文京区）

## の
- 脳天大神（のうてんおおかみ）（奈良県吉野町）
- 野木神社（のぎじんじゃ）（栃木県野木町）
- 乃木神社（のぎじんじゃ）
  - 乃木神社（のぎじんじゃ）（栃木県那須塩原市）
  - 乃木神社（のぎじんじゃ）（東京都港区）
  - 乃木神社（のぎじんじゃ）（京都市伏見区）
  - 乃木神社（のぎじんじゃ）（山口県下関市）
  - ⇒乃木神社
- 野田神社（のだじんじゃ）（山口県山口市）⇒ 豊榮神社・野田神社（とよさかじんじゃ・のだじんじゃ）
- 野田恵美須神社（のだえびすじんじゃ）（大阪市福島区）
- 野宮神社（ののみやじんじゃ）（京都市右京区）

## は
- 白山宮（はくさんぐう）⇒ 白山神社（はくさんじんじゃ）
  - 白山宮（はくさんぐう）（愛知県日進市）
  - 上梨白山宮（かみなしはくさんぐう）（富山県南砺市）
  - ⇒白山宮
- 白山社（はくさんしゃ）⇒ 白山神社（はくさんじんじゃ）
  - 白山社（はくさんしゃ）（長野県飯田市）
  - 白山社（はくさんしゃ）（名古屋市守山区）
  - 籠渡白山社（かごどはくさんしゃ）（富山県南砺市）
  - ⇒白山社
- 白山神社（はくさんじんじゃ）
  - 総本社：白山比咩神社（しらやまひめじんじゃ）（石川県白山市）（加賀国一宮）
  - 白山神社（はくさんじんじゃ）（岩手県北上市）
  - 白山神社（はくさんじんじゃ）（岩手県平泉町）
  - 白山神社（はくさんじんじゃ）（東京都文京区）
  - 白山神社（はくさんじんじゃ）（奈良県平群町）
  - 長滝白山神社（ながたきはくさんじんじゃ）（岐阜県郡上市）
  - ⇒白山神社
- 波久奴神社（はくぬじんじゃ）（滋賀県長浜市）
- 筥崎宮（はこざきぐう）（福岡市東区）（筑前国一宮）
- 函館八幡宮（はこだてはちまんぐう）（北海道函館市）
- 箱根神社（はこねじんじゃ）（神奈川県箱根町）
- 八王子神社（はちおうじじんじゃ）（千葉県船橋市）
- 八幡宮（はちまんぐう）
  - 総本社：宇佐神宮（うさじんぐう）（大分県宇佐市）（豊後国一宮）
  - 安里八幡宮（あさとはちまんぐう）（沖縄県那覇市）
  - 足助八幡宮（あすけはちまんぐう）（愛知県豊田市）
  - 穴八幡宮（あなはちまんぐう）（東京都新宿区）
  - 飯香岡八幡宮（いいがおかはちまんぐう）（千葉県市原市）
  - 市谷亀岡八幡宮（いちがやかめがおかはちまんぐう（東京都新宿区）
  - 厳原八幡宮神社（いづはらはちまんぐうじんじゃ）（長崎県対馬市）（八幡宮神社）
  - 石清水八幡宮（いわしみずはちまんぐう）（京都府八幡市）（男山八幡宮）
  - 大崎八幡宮（おおさきはちまんぐう）（仙台市青葉区）
  - 大原八幡宮（おおはらはちまんぐう）（大分県日田市）（大原神社、大波羅八幡宮）
  - 大宮八幡宮（おおみやはちまんぐう）（東京都杉並区）
  - 男山八幡宮（おとこやまはちまんぐう）（京都府八幡市）⇒ 石清水八幡宮（いわしみずはちまんぐう）
  - 柏原八幡宮（かいばらはちまんぐう）（兵庫県丹波市）
  - 葛飾八幡宮（かつしかはちまんぐう）（千葉県市川市）
  - 金澤八幡宮（かねざわはちまんぐう）（秋田県横手市）
  - 櫛引八幡宮（くしひきはちまんぐう）（青森県八戸市）
  - 事任八幡宮（ことのままはちまんぐう）（静岡県掛川市）（遠江国一宮）
  - 琴弾八幡宮（ことひきはちまんぐう）（香川県観音寺市）
  - 金王八幡宮（こんのうはちまんぐう）（東京都渋谷区）（渋谷八幡）
  - 塩屋八幡宮（しおやはちまんぐう）（熊本県八代市）
  - 大分八幡宮（だいぶはちまんぐう）（福岡県飯塚市）（大分宮）
  - 武田八幡宮（たけだはちまんぐう）（山梨県韮崎市）
  - 手向山八幡宮（たむけやまはちまんぐう）（奈良県奈良市）
  - 千栗八幡宮（ちりくはちまんぐう）（佐賀県みやき町）（肥前国一宮）
  - 壺井八幡宮（つぼいはちまんぐう）（大阪府羽曳野市）
  - 鶴岡八幡宮（つるがおかはちまんぐう）（神奈川県鎌倉市）（鎌倉八幡宮）
  - 鶴谷八幡宮（つるがやはちまんぐう）（千葉県館山市）（安房国総社）
  - 鶴嶺八幡宮（つるみねはちまんぐう）（神奈川県茅ヶ崎市）
  - 遠石八幡宮（といしはちまんぐう）（山口県周南市）
  - 富岡八幡宮（とみおかはちまんぐう）（東京都江東区）（深川八幡宮）
  - 鳴海八幡宮（なるみはちまんぐう）（名古屋市緑区）
  - 筥崎天満宮（はこざきてんまんぐう）（福岡市東区）⇒ 筥崎宮（はこざきぐう）
  - 函館八幡宮（はこだてはちまんぐう）（北海道函館市）
  - 馬場八幡宮（ばばはちまんぐう）（茨城県常陸太田市）
  - 日招八幡宮（ひまねきまんぐう）（愛媛県松山市）⇒ 日招八幡大神社（ひまねきはちまんだいじんじゃ）
  - 日牟禮八幡宮（ひむれはちまんぐう）（滋賀県近江八幡市）
  - 平濱八幡宮（ひらはまはちまんぐう）（島根県松江市）
  - 弘前八幡宮（ひろさきはちまんぐう）（青森県弘前市）
  - 福山八幡宮（ふくやまはちまんぐう）（広島県福山市）
  - 藤崎八旛宮（ふじさきはちまんぐう）（熊本市中央区）
  - 府中八幡宮（ふちゅうはちまんぐう）（新潟県上越市）（越後国総社）
  - 府八幡宮（ふはちまんぐう）（静岡県磐田市）
  - 御調八幡宮（みつきはちまんぐう）（広島県三原市）
  - 水戸八幡宮（みとはちまんぐう）（茨城県水戸市）（八幡宮）
  - 三宅八幡宮（みやけはちまんぐう）（京都市左京区）
  - 百舌鳥八幡宮（もずはちまんぐう）（堺市北区）
  - 盛岡八幡宮（もりおかはちまんぐう）（岩手県盛岡市）
  - 守山八幡宮（もりやまはちまんぐう）（熊本県宇城市）
  - 守山八幡宮（もりやまはちまんぐう）（静岡県伊豆の国市）
  - 厄除八幡宮（やくよけはちまんぐう）（兵庫県加古川市）⇒ 宗佐厄神八幡神社（そうさやくじんはちまんじんじゃ）
  - 梁川八幡宮（やながわはちまんぐう）（福島県伊達市）
  - 柞原八幡宮（ゆすはらはちまんぐう）（大分県大分市）（豊後国一宮）
  - 離宮八幡宮（りきゅうはちまんぐう）（京都府大山崎町）
  - 若宮八幡宮（わかみやはちまんぐう）（茨城県常陸太田市）
  - 鰐鳴八幡宮（わになきはちまんぐう）（山口県山口市）（小鯖八幡宮）
  - ⇒八幡宮
- 八幡宮神社（はちまんぐうじんじゃ）⇒ 八幡宮（はちまんぐう）
  - 厳原八幡宮神社（いづはらはちまんぐうじんじゃ）（長崎県対馬市）（八幡宮神社）
  - ⇒八幡宮神社
- 八幡社（はちまんしゃ）⇒ 八幡宮（はちまんぐう）
  - 八幡社（はちまんしゃ）（愛知県春日井市）
  - 川中島古戦場八幡社（かわなかじまこせんじょうはちまんしゃ）（長野県長野市）
  - 若宮八幡社（わかみやはちまんしゃ）（名古屋市中区）（若宮八幡宮）
  - ⇒八幡社
- 八幡神社（はちまんじんじゃ）⇒ 八幡宮（はちまんぐう）
  - 八幡神社（はちまんじんじゃ）（東京都港区）（西久保八幡神社）
  - 八幡神社（はちまんじんじゃ）（東京都渋谷区）（鳩森八幡神社）
  - 八幡古表神社（はちまんこひょうじんじゃ）（福岡県吉富町）
  - 大館八幡神社（おおだてはちまんじんじゃ）（秋田県大館市）
  - 行田八幡神社（ぎょうだはちまんじんじゃ）（埼玉県行田市）
  - 草津八幡神社（くさつはちまんじんじゃ）（広島市西区）
  - 心清水八幡神社（こころしみずはちまんじんじゃ）（福島県会津坂下町）（塔寺八幡宮）
  - 澤田八幡神社（さわだはちまんじんじゃ）（大阪府藤井寺市）
  - 隅田八幡神社（すだはちまんじんじゃ）（和歌山県橋本市）
  - 宗佐厄神八幡神社（そうさやくじんはちまんじんじゃ）（兵庫県加古川市）
  - 松原八幡神社（まつばらはちまんじんじゃ）（兵庫県姫路市）
  - 御田八幡神社（みたはちまんじんじゃ）（東京都港区）
  - 筑摩神社（つかまじんじゃ）（長野県松本市）
  - ⇒八幡神社
- 八幡古表神社（はちまんこひょうじんじゃ）（福岡県吉富町）
- 八幡大神社（はちまんだいじんじゃ）⇒ 八幡宮（はちまんぐう）
  - 八幡大神社（はちまんだいじんじゃ）（東京都三鷹市）（三鷹八幡大神社）
  - 日招八幡大神社（ひまねきはちまんだいじんじゃ）（愛媛県松山市）（日招八幡宮）
  - ⇒八幡大神社
- 廿日市天満宮（はつかいちてんまんぐう）（広島県廿日市市）
- 服部天神宮（はっとりてんじんぐう）（大阪府豊中市）
- 鳩森八幡神社（はとのもりはちまんじんじゃ）（東京都渋谷区）⇒ 八幡神社（はちまんじんじゃ）
- 花園神社（はなぞのじんじゃ）（東京都新宿区）
- 鼻顔稲荷神社（はなづらいなりじんじゃ）（長野県佐久市）
- 花窟神社（はなのいわやじんじゃ）（三重県熊野市）
- 土津神社（はにつじんじゃ）（福島県猪苗代町）
- 波爾布神社（はにふじんじゃ）（滋賀県高島市）
- 馬場都々古別神社（ばばつつこわけじんじゃ）（福島県棚倉町）⇒ 都都古和氣神社
- 馬場八幡宮（ばばはちまんぐう）（茨城県常陸太田市）
- 速谷神社（はやたにじんじゃ）（広島県廿日市市）
- 速星神社（はやほしじんじゃ）（富山県富山市）
- 早馬神社（はやまじんじゃ）（宮城県気仙沼市）
- 針綱神社（はりつなじんじゃ）（愛知県犬山市）
- 榛名神社（はるなじんじゃ）（群馬県高崎市）

## ひ
- 日吉神社（ひえじんじゃ）
  - 新日吉神宮（いまひえじんぐう）（京都市東山区）（新日吉神社）
  - ⇒日吉神社
- 日枝神社（ひえじんじゃ）⇒ 日吉神社（ひえじんじゃ）
  - 日枝神社（ひえじんじゃ）（東京都千代田区）
  - 日枝神社（ひえじんじゃ）（富山県富山市）
  - ⇒日枝神社
- 東天神社（ひがしてんじんじゃ）
  - 東天神社（ひがしてんじんじゃ）（兵庫県伊丹市）
  - ⇒東天神社
- 氷上姉子神社（ひかみあねごじんじゃ）（名古屋市緑区）（熱田神宮摂社）
- 氷川神社（ひかわじんじゃ）
  - 総本社：氷川神社（ひかわじんじゃ）（さいたま市大宮区）（武蔵国一宮）
  - 氷川神社（ひかわじんじゃ）（埼玉県川越市）（川越氷川神社）
  - 氷川神社（ひかわじんじゃ）（東京都港区赤坂）（赤坂氷川神社）
  - 氷川神社（ひかわじんじゃ）（東京都港区元麻布）（麻布氷川神社）
  - 氷川神社（ひかわじんじゃ）（東京都港区白金)）（白金氷川神社）
  - 奥氷川神社 （おくひかわじんじゃ）（東京都奥多摩町）
  - 中氷川神社（なかひかわじんじゃ）（埼玉県所沢市）
  - 氷川女体神社（ひかわにょたいじんじゃ）（さいたま市緑区）
  - ⇒氷川神社
- 氷川女体神社（ひかわにょたいじんじゃ）（さいたま市緑区）
- 引手力命神社（ひきてちからのみことじんじゃ）（静岡県沼津市）（大瀬神社）
- 日雲神社（ひくもじんじゃ）（滋賀県甲賀市）
- 英彦山神宮（ひこさんじんぐう）（福岡県添田町）
- 久伊豆社（ひさいずしゃ）⇒ 久伊豆神社（ひさいずじんじゃ）
  - 久伊豆社（ひさいずしゃ）（埼玉県白岡市）
  - ⇒久伊豆社
- 久伊豆神社（ひさいずじんじゃ）
  - 総本社：玉敷神社（たましきじんじゃ）（埼玉県加須市）
  - 久伊豆神社（ひさいずじんじゃ）（さいたま市岩槻区）
  - 久伊豆神社（ひさいずじんじゃ）（埼玉県越谷市）
  - ⇒久伊豆神社
- 聖神社（ひじりじんじゃ）
  - 聖神社（ひじりじんじゃ）（埼玉県秩父市）
  - 聖神社（ひじりじんじゃ）（大阪府和泉市）
  - 聖神社（ひじりじんじゃ）（鳥取県鳥取市）
  - ⇒聖神社
- 備前国総社宮（びぜんのくにそうじゃぐう）（岡山市中区）（備前国総社）
- 飛騨一宮水無神社（ひだいちのみやみなしじんじゃ）（岐阜県高山市）（水無神社、飛騨国一宮）
- 日高神社（ひたかじんじゃ）（岩手県奥州市）
- 日田神社（ひたじんじゃ）（大分県日田市）（日田どん）
- 飛騨総社（ひだそうじゃ）（岐阜県高山市）（飛騨国総社）
- 常陸國總社宮（ひたちのくにそうしゃぐう）（茨城県石岡市）（常陸国総社宮、總社神社、常陸国総社）
- 備中国総社宮（びっちゅうのくにそうじゃぐう）（岡山県総社市）（總社、備中国総社）
- 人穴浅間神社（ひとあなせんげんじんじゃ）（静岡県富士宮市）（浅間神社）
- 一言主神社（ひとことぬしじんじゃ）（奈良県御所市）⇒ 葛城一言主神社（かつらぎひとことぬしじんじゃ）
- 比奈多乃神社（ひなたのじんじゃ）（静岡県掛川市）
- 日根神社（ひねじんじゃ）（大阪府泉佐野市）
- 檜尾神社（ひのおじんじゃ）（滋賀県甲賀市）
- 日前神宮・國懸神宮（ひのくまじんぐう・くにかかすじんぐう）（和歌山県和歌山市）（日前宮、紀伊国一宮）
- 日御碕神社（ひのみさきじんじゃ）（島根県出雲市）（日御碕大神宮）
- 檜原神社（ひばらじんじゃ）（奈良県桜井市）（大神神社摂社）
- 日招八幡大神社（ひまねきはちまんだいじんじゃ）（愛媛県松山市）（日招八幡宮）
- 日牟禮八幡宮（ひむれはちまんぐう）（滋賀県近江八幡市）
- 氷室神社（ひむろじんじゃ）
  - 氷室神社（ひむろじんじゃ）（奈良県奈良市）
  - 氷室神社（ひむろじんじゃ）（奈良県天理市）
  - ⇒氷室神社
- 兵主神社（ひょうずじんじゃ）（兵庫県丹波市）
- 兵主大社（ひょうずたいしゃ）（滋賀県野洲市）
- 瓢箪山稲荷神社（ひょうたんやまいなりじんじゃ）（大阪府東大阪市）
- 日吉神社（ひよしじんじゃ）
  - 総本社：日吉大社（ひよしたいしゃ）（滋賀県大津市）
  - 日吉神社（ひよしじんじゃ）（岐阜県神戸町）
  - 日吉神社（ひよしじんじゃ）（島根県出雲市）
  - ⇒日吉神社
- 日吉大社（ひよしたいしゃ）（滋賀県大津市）（日吉神社総本社）
  - 上七社（かみしちしゃ）（山王七社）
    - 西本宮、東本宮、五摂社

  - 中七社（なかしちしゃ）
  - 下七社（しもしちしゃ）
  - ⇒山王二十一社（さんのうにじゅういっしゃ）
- 日吉二宮神社（ひよしにのみやじんじゃ）（滋賀県高島市）
- 平出雷電神社（ひらいでらいでんじんじゃ）（栃木県宇都宮市）
- 枚岡神社（ひらおかじんじゃ）（大阪府東大阪市）（河内国一宮）
- 枚聞神社（ひらききじんじゃ）（鹿児島県指宿市）（薩摩国一宮）
- 平野神社（ひらのじんじゃ）（京都市北区）
- 平濱八幡宮（ひらはまはちまんぐう）（島根県松江市）
- 蛭子神社（ひるこじんじゃ）⇒ えびす神社（えびすじんじゃ）
  - 蛭子神社（ひるこじんじゃ）（徳島県那賀町）
  - 柳原蛭子神社（やなぎわらひるこじんじゃ）（神戸市兵庫区）（柳原えびす）
  - ⇒蛭子神社
- 弘前八幡宮（ひろさきはちまんぐう）（青森県弘前市）
- 廣島護國神社（ひろしまごこくじんじゃ）（広島市中区）
- 廣瀬大社（ひろせたいしゃ）（奈良県河合町）（広瀬大社）
- 廣田神社（ひろたじんじゃ）（兵庫県西宮市）（広田神社）
- 広八幡神社（ひろはちまんじんじゃ）（和歌山県広川町）
- 広峯神社（ひろみねじんじゃ）（兵庫県姫路市）（広峯牛頭天王）
- 日鷲神社（ひわしじんじゃ）
  - 日鷲神社（ひわしじんじゃ）（福島県南相馬市）
  - ⇒日鷲神社

## ふ
- 風浪宮（ふうろうぐう）（福岡県大川市）
- 深志神社（ふかしじんじゃ）（長野県松本市）
- 福王子神社（ふくおうじじんじゃ（京都市右京区）
- 福岡縣護國神社（ふくおかけんごこくじんじゃ）（福岡市中央区）
- 福山八幡宮（ふくやまはちまんぐう）（広島県福山市）
- 藤崎八旛宮（ふじさきはちまんぐう）（熊本市中央区）
- 藤島神社（ふじしまじんじゃ）（福井県福井市）
- 藤白神社（ふじしろじんじゃ）（和歌山県海南市）
- 富士山本宮浅間大社（ふじさんほんぐうせんげんたいしゃ）（静岡県富士宮市）（浅間神社総本宮、駿河国一宮）
  - 本宮、奥宮
- 冨士浅間神社（ふじせんげんじんじゃ）（静岡県小山町）⇒ 東口本宮冨士浅間神社（ひがしぐちほんぐうふじせんげんじんじゃ）
- 伏見稲荷大社（ふしみいなりたいしゃ）（京都市伏見区）（稲荷神社総本宮）
- 布多天神社（ふだてんじんしゃ）（東京都調布市）
- 二荒山神社（ふたあらやまじんじゃ）（栃木県宇都宮市）⇒ 宇都宮二荒山神社（うつのみやふたあらやまじんじゃ）
- 二見興玉神社（ふたみおきたまじんじゃ）（三重県伊勢市）
- 二荒山神社（ふたらさんじんじゃ）（栃木県日光市）⇒ 日光二荒山神社（にっこうふたらさんじんじゃ）
- 府中八幡宮（ふちゅうはちまんぐう）（新潟県上越市）（越後国総社）
- 普天満宮（ふてんまぐう）（沖縄県宜野湾市）
- 船橋大神宮（ふなばしだいじんぐう）（千葉県船橋市）⇒ 意富比神社（おおひじんじゃ）
- 船待神社（ふなまちじんじや）（堺市堺区）
- 府八幡宮（ふはちまんぐう（静岡県磐田市）
- 舊府神社（ふるふじんじゃ）（大阪府和泉市）（旧府神社）

## へ
- 平安神宮（へいあんじんぐう）（京都市左京区）
- 幣立神社（へいたてじんじゃ）（熊本県山都町）（幣立神宮、日の宮）
- 平群石床神社（へぐりのいわとこじんじゃ）（奈良県平群町）
- 別宮大山祇神社（べっくおおやまづみじんじゃ）（愛媛県今治市）
- 別表神社（べっぴょうじんじゃ）
  - ⇒別表神社

## ほ
- 豊国神社（ほうこくじんじゃ）
  - 豊国神社（ほうこくじんじゃ）（滋賀県長浜市）
  - 豊國神社（ほうこくじんじゃ）（大阪市中央区）（豊国神社）
  - ⇒豊国神社
- 方違神社（ほうちがいじんじゃ）（堺市堺区）
- 報徳二宮神社（ほうとくにのみやじんじゃ）（神奈川県小田原市）
- 防府天満宮（ほうふてんまんぐう）（山口県防府市）
- 宝来宝来神社（ほぎほぎじんじゃ）（熊本県南阿蘇村）
- 星田神社（ほしだじんじゃ）（大阪府交野市）
- 星宮社（ほしみやしゃ）（名古屋市南区）
- 穂高神社（ほたかじんじゃ）（長野県安曇野市）
- 北海道神宮（ほっかいどうじんぐう）（札幌市中央区）
- 堀出神社（ほりいでじんじゃ、ほりでじんじゃ）
  - 堀出神社（ほりいでじんじゃ）（新潟市秋葉区新津本町）
  - 堀出神社（ほりでじんじゃ）（茨城県ひたちなか市）
  - ⇒堀出神社
- 堀川戎神社（ほりかわえびすじんじゃ）（大阪市北区）
- 本社・本宮（ほんしゃ・ほんぐう）
  - ⇒本社・本宮
- 本宮神社（ほんぐうじんじゃ）（栃木県日光市）（日光二荒山神社別宮）

## ま
- 舞子六神社（まいころくじんじゃ）（神戸市垂水区）
- 真清田神社（ますみだじんじゃ）（愛知県一宮市）（尾張国一宮）
- 松尾神社（まつおじんじゃ、まつのおじんじゃ）
  - 総本社：松尾大社（まつのおたいしゃ）（京都市西京区）
  - 松尾神社（まつおじんじゃ）（横浜市戸塚区）
  - 松尾神社（まつおじんじゃ）（兵庫県宝塚市）
  - 松尾神社（まつのおじんじゃ）（京都府亀岡市）
  - ⇒松尾神社
- 松尾大社（まつのおたいしゃ）（京都市西京区）（松尾神社総本社）
- 松井神社（まついじんじゃ）（熊本県八代市）
- 松江神社（まつえじんじゃ）（島根県松江市）
- 松岬神社（まつがさきじんじゃ）（山形県米沢市）（上杉神社摂社）
- 松阪神社（まつさかじんじゃ）（三重県松阪市）
- 松橋神社（まつばせじんじゃ）（熊本県宇城市）（松橋熊野宮）
- 松原八幡神社（まつばらはちまんじんじゃ）（兵庫県姫路市）
- 松前神社（まつまえじんじゃ）（北海道松前町）

## み
- 三重縣護國神社（みえけんごこくじんじゃ）（三重県津市）
- 水尾神社（みおじんじゃ）（滋賀県高島市）
- 御形神社（みかたじんじゃ）（兵庫県宍粟市）
- 御上神社（みかみじんじゃ）（滋賀県野洲市）
- 美具久留御魂神社（みぐくるみたまじんじゃ）（大阪府富田林市）
- 三熊野神社（みくまのじんじゃ）（静岡県掛川市）
- 三熊野神社（みくまのじんじゃ）（岩手県花巻市）
- 御厨神社（みくりやじんじゃ）（兵庫県明石市）
- 三島神社（みしまじんじゃ）
  - 総本社：三嶋大社（みしまたいしゃ）（静岡県三島市）（伊豆国一宮、伊豆国総社）
  - 総本社：大山祇神社（おおやまづみじんじゃ）（愛媛県今治市）
  - 三島神社（みしまじんじゃ）（愛媛県四国中央市）
  - 三島神社（みしまじんじゃ）（愛媛県八幡浜市）
  - 三島神社（みしまじんじゃ）（大分県臼杵市）
  - ⇒三島神社
- 三嶋神社（みしまじんじゃ）⇒ 三島神社（みしまじんじゃ）
  - 三嶋神社（みしまじんじゃ）（京都市東山区）
  - 三嶋神社（みしまじんじゃ）（神奈川県平塚市）
  - ⇒三嶋神社
- 三嶋大社（みしまたいしゃ）（静岡県三島市）（三島神社総本社、伊豆国一宮、伊豆国総社）
- 水屋神社（みずやじんじゃ）（三重県松阪市）
- 水若酢神社（みずわかすじんじゃ）（島根県隠岐の島町）（隠岐国一宮）
- 御嶽神社（みたけじんじゃ）
  - 御獄神社 （みたけじんじゃ）（千葉県船橋市）
  - 御嶽神社（みたけじんじゃ）（東京都渋谷区）（宮益御嶽神社）
  - 武蔵御嶽神社（むさしみたけじんじゃ）（東京都青梅市）
  - ⇒御嶽神社
- 御田八幡神社（みたはちまんじんじゃ）（東京都港区）
- 御調八幡宮（みつきはちまんぐう）（広島県三原市）
- 三峯神社（みつみねじんじゃ）（埼玉県秩父市）
- 水戸八幡宮（みとはちまんぐう）（茨城県水戸市）（八幡宮）
- 水無神社（みなしじんじゃ）
  - 水無神社（みなしじんじゃ）（岐阜県高山市）⇒ 飛騨一宮水無神社（ひだいちのみやみなしじんじゃ）
  - ⇒水無神社
- 水無瀬神宮（みなせじんぐう）（大阪府島本町）
- 湊川神社（みなとがわじんじゃ）（神戸市中央区）
- 南方神社（みなみかたじんじゃ、みなかたじんじゃ）
  - 南方神社（みなみかたじんじゃ）（鹿児島県薩摩川内市）
  - 波留南方神社（はるみなみかたじんじゃ）（鹿児島県阿久根市）（南方神社）
  - ⇒南方神社
- 美保神社（みほじんじゃ）（島根県松江市）
- 美作総社宮（みまさかそうじゃぐう）（岡山県津山市）（美作国総社）
- 宮浦宮（みやうらぐう）（鹿児島県霧島市）
- 宮城縣護國神社（みやぎけんごこくじんじゃ）（仙台市青葉区）
- 三宅八幡宮（みやけはちまんぐう）（京都市左京区）
- 宮崎神宮（みやざきじんぐう）（宮崎県宮崎市）
- 宮地嶽神社（みやじだけじんじゃ）（福岡県福津市）
- 宮原三神宮（みやはらさんじんぐう）（熊本県氷川町）
- 妙義神社（みょうぎじんじゃ）（群馬県富岡市）
- 名神大社（みょうじんたいしゃ）
  - 官幣大社、国幣大社
  - ⇒名神大社
- 三吉神社（みよしじんじゃ）（札幌市中央区）
- 三輪神社（みわじんじゃ）
  - 三輪神社（みわじんじゃ）（山梨県北杜市）
  - 三輪神社（みわじんじゃ）（岐阜県揖斐川町）
  - ⇒三輪神社
- 美和神社（みわじんじゃ）
  - 美和神社（みわじんじゃ）（山梨県笛吹市）
  - 美和神社（みわじんじゃ）（長野県長野市）
  - ⇒美和神社

## む
- 陸奥総社宮（むつそうしゃのみや）（宮城県多賀城市）（陸奥国総社）
- 向日神社（むこうじんじゃ）（京都府向日市）（向日明神）
- 六縣神社（むつがたじんじゃ）（奈良県川西町）
- 武蔵御嶽神社（むさしみたけじんじゃ）（東京都青梅市）
- 宗像神社（むなかたじんじゃ）
  - 総本社：宗像大社（むなかたたいしゃ）（福岡県宗像市）
  - 宗像神社（むなかたじんじゃ）（京都市上京区）
  - 宗像神社（むなかたじんじゃ）（奈良県桜井市）
  - ⇒宗像神社
- 宗形神社（むなかたじんじゃ）⇒ 宗像神社（むなかたじんじゃ）
  - 宗形神社（むなかたじんじゃ）（岡山市北区）
  - ⇒宗形神社
- 宗像大社（むなかたたいしゃ）（福岡県宗像市）（宗像神社総本社）
  - 辺津宮（へつぐう）（宗像市田島）
  - 中津宮（なかつぐう）（宗像市大島）
  - 沖津宮（おきつぐう）（宗像市大島沖之島）
  - 沖津宮遥拝所（おきつぐうようはいしょ）（宗像市大島）（瀛津宮）
- 村松大神宮（むらまつだいじんぐう）（茨城県東海村）
- 村山浅間神社（むらやませんげんじんじゃ）（静岡県富士宮市）（富士根本宮）

## め
- 明治神宮（めいじしんぐう）（東京都渋谷区）
- 売布神社（めふじんじゃ）（兵庫県宝塚市）（賣布神社）

## も
- 茂宇気神社（もうけじんじゃ）（鳥取県鳥取市）
- 百舌鳥八幡宮（もずはちまんぐう）（堺市北区）
- 元赤城神社（もとあかぎじんじゃ）（東京都新宿区）
- 元伊勢籠神社（もといせこのじんじゃ）（京都府宮津市）⇒ 籠神社（このじんじゃ）
- 元郷氷川神社（もとごうひかわじんじゃ）（埼玉県川口市）
- 本住吉神社（もとすみよしじんじゃ）（神戸市東灘区）
- 還来神社（もどろぎじんじゃ）（滋賀県大津市）
- 物部神社（もののべじんじゃ）
  - 物部神社（もののべじんじゃ）（島根県大田市）（石見国一宮）
  - 物部神社（もののべじんじゃ）（新潟県柏崎市）
  - ⇒物部神社
- 盛岡八幡宮（もりおかはちまんぐう）（岩手県盛岡市）
- 桃太郎神社（ももたろうじんじゃ）（愛知県犬山市）
- 守山八幡宮（もりやまはちまんぐう）
  - 守山八幡宮（もりやまはちまんぐう）（熊本県宇城市）
  - 守山八幡宮（もりやまはちまんぐう）（静岡県伊豆の国市）

## や
- 弥栄神社（やえいじんじゃ、やえじんじゃ）
  - 弥栄神社（やえいじんじゃ）（大阪府岸和田市）
  - ⇒弥栄神社
- 彌榮神社（やえいじんじゃ）⇒ 弥栄神社（やえいじんじゃ、やえじんじゃ）
  - 彌榮神社（やえいじんじゃ）（大阪市生野区）
  - ⇒彌榮神社
- 八重垣神社（やえがきじんじゃ）
  - 八重垣神社（やえがきじんじゃ）（島根県松江市）
  - 八重垣神社（やえがきじんじゃ）（岐阜県垂井町）
  - ⇒八重垣神社
- 八重山神社（やえやまじんじゃ）（島根県雲南市）
- 八百富神社（やおとみじんじゃ）（愛知県蒲郡市）（竹島弁天）
- 夜支布山口神社（やぎうやまぐちじんじゃ）（奈良県奈良市）
- 箭弓稲荷神社（やきゅういなりじんじゃ）（埼玉県東松山市）
- 八雲神社（やくもじんじゃ）
  - 八雲神社（やくもじんじゃ）（北海道八雲町）
  - 八雲神社（やぐもじんじゃ）（栃木県足利市）
  - ⇒八雲神社
- 厄除八幡宮（やくよけはちまんぐう）（兵庫県加古川市）⇒ 宗佐厄神八幡神社（そうさやくじんはちまんじんじゃ）
- 八倉比売神社（やくらひめじんじゃ）（徳島県徳島市）⇒ 天石門別八倉比売神社（あめのいわとわけやくらひめじんじゃ）
- 八心大市比古神社（やごころおおいちひこじんじゃ）（富山県黒部市）（三島神社）
- 八坂神社（やさかじんじゃ）
  - 総本社：八坂神社（やさかじんじゃ）（京都市東山区）（祇園さん、八坂さん）
  - 八坂神社（やさかじんじゃ）（滋賀県甲賀市）
  - 八坂神社（やさかじんじゃ）（茨城県土浦市）
  - 八坂神社（やさかじんじゃ）（大阪府池田市）
  - 八坂神社（やさかじんじゃ）（大分県臼杵市）
  - ⇒八坂神社
- 八阪神社（やさかじんじゃ）⇒ 八坂神社（やさかじんじゃ）
  - 八阪神社（やさかじんじゃ）（奈良県奈良市）（押上町祇園社）
  - 八阪神社（やさかじんじゃ）（大分県日田市）（豆田八阪神社）
  - ⇒八阪神社
- 弥栄神社（やさかじんじゃ、いやさかじんじゃ）
  - 弥栄神社（やさかじんじゃ）（長野県長野市）
  - 弥栄神社（やさかじんじゃ）（大分県大分市）
  - ⇒弥栄神社
- 屋島神社（やしまじんじゃ）（香川県高松市）
- 靖國神社（やすくにじんじゃ）（東京都千代田区）（靖国神社）
- 八咫烏神社（やたがらすじんじゃ）（奈良県宇陀市）
- 八槻都々古別神社（やつきつつこわけじんじゃ）（福島県棚倉町）⇒ 都々古別神社
- 八代宮（やつしろぐう）（熊本県八代市）
- 八代神社（やつしろじんじゃ）（熊本県八代市）（妙見宮）
- 梁川八幡宮（やながわはちまんぐう）（福島県伊達市）
- 柳原蛭子神社（やなぎわらひるこじんじゃ）（神戸市兵庫区）（柳原えびす）
- 矢作神社（やはぎじんじゃ（愛知県岡崎市）
- 矢彦神社（やひこじんじゃ）（長野県辰野町）⇒ 小野神社・矢彦神社（おのじんじゃ・やひこじんじゃ）
- 彌彦神社（やひこじんじゃ）（新潟県弥彦村）（越後国一宮）
- 谷保天満宮（やぼてんまんぐう）（東京都国立市）（谷保天神）
- 山内神社（やまうちじんじゃ）（高知県高知市）
- 山神神社（やまがみじんじゃ）
  - 山神神社（やまがみじんじゃ）（愛知県東郷町）
  - ⇒山神神社
- 山国神社（やまぐにじんじゃ）（京都市右京区）
- 山神社（やまじんじゃ）
  - 山神社（やまじんじゃ）（栃木県宇都宮市）
  - 山神社（やまじんじゃ）（兵庫県豊岡市）
  - ⇒山神社
- 山住神社（やまずみじんじゃ）（浜松市天竜区）
- 山津照神社（やまつてるじんじゃ）（滋賀県米原市）
- 大和大国魂神社（やまとおおくにたまじんじゃ）（兵庫県南あわじ市）（大和大圀魂神社）
- 山神社（やまのかみしゃ）
  - 山神社（やまのかみしゃ）（宮城県美里町）
  - 山神社（やまのかみしゃ）（山梨県中央市）
  - ⇒山神社
- 山宮浅間神社（やまみやせんげんじんじゃ）（静岡県富士宮市）（浅間神社）
- 山森阿蘇神社（やまもりあそじんじゃ）（熊本県和水町）

## ゆ
- 結城神社（ゆうきじんじゃ）（三重県津市）
- 祐徳稲荷神社（ゆうとくいなりじんじゃ）（佐賀県鹿島市）（鎮西日光）
- 行過天満宮（ゆきすぎてんまんぐう）（滋賀県高島市）⇒ 阿志都弥神社・行過天満宮（あしづみじんじゃ・ゆきすぎてんまんぐう）
- 湯島天満宮（ゆしまてんまんぐう）（東京都文京区）（湯島天神）
- 柞原八幡宮（ゆすはらはちまんぐう）（大分県大分市）（豊後国一宮）
- 弓弦羽神社（ゆづるはじんじゃ）（神戸市東灘区）
- 湯殿山神社（ゆどのさんじんじゃ）（山形県鶴岡市）
- 由良比女神社（ゆらひめじんじゃ）（島根県西ノ島町）（隠岐国一宮）

## よ
- 養老神社（ようろうじんじゃ）（岐阜県養老町）
- 芳川神社（よしかわじんじゃ）　(埼玉県吉川市)
- 與止日女神社（よどひめじんじゃ）（佐賀県佐賀市）（与止日女神社、河上神社、肥前国一宮）
- 吉田神社（よしだじんじゃ）（京都市左京区）
- 吉野神宮（よしのじんぐう）（奈良県吉野町）
- 吉野水分神社（よしのみくまりじんじゃ）（奈良県吉野町）
- 吉姫神社（よしひめじんじゃ）（滋賀県湖南市）
- 吉御子神社（よしみこじんじゃ（滋賀県湖南市）
- 吉水神社（よしみずじんじゃ）（奈良県吉野町）（𠮷水神社）
- 榎原神社（よわらじんじゃ）（宮崎県日南市）

## ら
- 雷神社（らいじんじゃ）
  - 雷神社（らいじんじゃ）（千葉県旭市）
  - 雷神社（らいじんじゃ）（茨城県筑西市）（樋口雷神社）
  - ⇒雷神社
- 雷電神社（らいでんじんじゃ）
  - 雷電神社（らいでんじんじゃ）（群馬県板倉町）（板倉雷電神社）
  - 雷電神社（らいでんじんじゃ）（群馬県伊勢崎市）
  - 平出雷電神社（ひらいでらいでんじんじゃ）（栃木県宇都宮市）
  - ⇒雷電神社

## り
- 離宮八幡宮（りきゅうはちまんぐう）（京都府大山崎町）
- 龍穴神社（りゅうけつじんじゃ）（奈良県宇陀市）（室生龍穴神社）
- 霊山神社（りょうぜんじんじゃ）（福島県伊達市）
- 琉球八社（りゅうきゅうはっしゃ）
  - 波上宮（なみのうえぐう）（沖縄県那覇市）
  - 沖宮（おきのぐう）（沖縄県那覇市）
  - 識名宮（しきなぐう）（沖縄県那覇市）
  - 普天満宮（ふてんまぐう）（沖縄県宜野湾市）
  - 末吉宮（すえよしぐう）（沖縄県那覇市）
  - 安里八幡宮（あさとはちまんぐう）（沖縄県那覇市）
  - 天久宮（あめくぐう）（沖縄県那覇市）
  - 金武宮（きんぐう）（沖縄県金武町）
  - ⇒琉球八社
- 龍神社（りゅうじんじゃ）
  - 龍神社（りゅうじんじゃ）（大阪府大阪狭山市）
  - 龍神社（りゅうじんじゃ）（愛知県江南市）
  - ⇒龍神社

## ろ
- 鹿苑神社（ろくおんじんじゃ）（静岡県磐田市）
- 六所神社（ろくしょじんじゃ）
  - 六所神社（ろくしょじんじゃ）（千葉県市川市）（下総国総社）
  - 六所神社（ろくしょじんじゃ）（神奈川県大磯町）（相模国総社）
  - 六所神社（ろくしょじんじゃ）（島根県松江市）（出雲国総社）
  - ⇒六所神社
- 六殿神社（ろくでんじんじゃ）（熊本市南区）
- 論社（ろんしゃ）（比定社）

## わ
- 若泉稲荷神社（わかいずみいなりじんじゃ）（埼玉県本庄市）
- 若狭彦神社（わかさひこじんじゃ）（福井県小浜市）（遠敷明神、若狭国一宮）
- 若松恵比須神社（わかまつえびすじんじゃ）（北九州市若松区）
- 若宮社（わかみやしゃ）
  - 若宮社（わかみやしゃ）（新潟県燕市）（雀森若宮社）
  - ⇒若宮社
- 若宮神社（わかみやじんじゃ）
  - 若宮神社（わかみやじんじゃ）（三重県大紀町）（天若宮）
  - 若宮神社（わかみやじんじゃ）（熊本県美里町）（若宮大明神社）
  - ⇒若宮神社
- 若宮八幡宮（わかみやはちまんぐう）
  - 若宮八幡宮（わかみやはちまんぐう）（茨城県常陸太田市）
  - 若宮八幡宮（わかみやはちまんぐう）（高知県高知市）
  - 川上山若宮八幡宮（かわかみさんわかみやはちまんぐう）（三重県津市）
  - ⇒若宮八幡宮
- 若宮八幡宮社（わかみやはちまんぐうしゃ）（京都市東山区）（陶器神社）
- 若宮八幡社（わかみやはちまんしゃ）⇒ 若宮八幡宮（わかみやはちまんぐう）
  - 若宮八幡社（わかみやはちまんしゃ）（名古屋市中区）（若宮八幡宮）
  - 若宮八幡社（わかみやはちまんしゃ）（大分県杵築市）
  - ⇒若宮八幡社
- 若宮八幡神社（わかみやはちまんじんしゃ）⇒ 若宮八幡宮（わかみやはちまんぐう）
  - 若宮八幡神社（わかみやはちまんじんじゃ）（長野県佐久市）（若宮神社）
  - 若宮八幡神社（わかみやはちまんじんじゃ）（広島県三次市）（若宮さん）
  - 若宮八幡神社（わかみやはちまんじんじゃ）（大分県豊後高田市）（若宮様）
  - ⇒若宮八幡神社
- 若宮八幡大神宮（わかみやはちまんだいじんぐう）（大阪市城東区）（西向八幡）
- 別雷神社（わけいかづちじんじゃ、わけいかずちじんじゃ）⇒ 雷神社（いかづちじんじゃ）
  - ⇒金村別雷神社（かなむらわけいかづちじんじゃ）（茨城県つくば市）（別雷神社、金村雷神宮）
  - 別雷神社
- 和気神社（わけじんじゃ）（岡山県和気町）
- 鷲神社（わしじんじゃ）
  - 鷲神社（わしじんじゃ）（東京都足立区）
  - ⇒鷲神社
- 鷲宮神社（わしのみやじんじゃ、わしみやじんじゃ）
  - 本社：鷲宮神社（わしのみやじんじゃ）（埼玉県久喜市）（武蔵国鷲宮神社）
  - 鷲宮神社（わしのみやじんじゃ）（栃木県栃木市）（下野国鷲宮神社）
  - ⇒鷲宮神社
- 度津神社（わたつじんじゃ）（新潟県佐渡市）（佐渡国一宮）
- 海神社（わたつみじんじゃ）（神戸市垂水区）
- 海神神社（わたつみじんじゃ）（長崎県対馬市）（対馬国一宮）
- 亘理神社（わたりじんじゃ）（宮城県亘理町）
- 鰐鳴八幡宮（わになきはちまんぐう）（山口県山口市）（小鯖八幡宮）
- 和霊神社　（われいじんじゃ）愛媛県宇和島市にある神社。旧社格は県社。

## 日本以外の神社

### アメリカ合衆国
- ハワイ石鎚神社（ハワイいしづちじんじゃ）（アメリカ合衆国ハワイ州ホノルル市）
- ハワイ出雲大社（ハワイいづもたいしゃ）（アメリカ合衆国ハワイ州ホノルル市）（出雲大社ハワイ分院）
- ⇒アメリカ合衆国の神社

### 中華民国 (台湾) の神社
- 高士神社（クスクスじんじゃ）（中華民国台湾省屏東県牡丹郷）
- ⇒台湾の神社

### ブラジル連邦共和国
- ⇒ブラジルの神社

### パラオ共和国
- ペリリュー神社（ペリリューじんじゃ）（パラオ共和国ペリリュー州）（南興神社）

### サンマリノ共和国
- サンマリノ神社（サンマリノじんじゃ）（サンマリノ共和国セラヴァッレ）

### 現存しない神社

#### アメリカ合衆国
- アメリカ椿大神社（アメリカつばきおおかみやしろ）

#### 中華民国 (台湾)
- 台湾神宮（たいわんじんぐう）
- ⇒台湾の神社

#### パラオ共和国
- 南洋神社（なんようじんじゃ）

#### 樺太
- 樺太神社（からふとじんじゃ）（樺太庁豊原市）
- 西久保神社（にしくぼじんじゃ）（樺太庁豊原市）

#### 満洲国
- 斉斉哈爾神社（チチハルじんじゃ）（満洲国龍江省斎斎哈爾市）

#### 関東州
- 関東神宮（かんとうじんぐう）
- 沙河口神社（さがこうじんじゃ）
- 大連神社（だいれんじんじゃ）

#### 朝鮮
- 咸興神社（かんこうじんじゃ）
- 京城神社（けいじょうじんじゃ）
- 江原神社（こうげんじんじゃ）
- 光州神社（こうしゅうじんじゃ）
- 全州神社（ぜんしゅうじんじゃ）
- 大邱神社（たいきゅうじんじゃ）
- 朝鮮神宮（ちょうせんじんぐう）
- 扶余神宮（ふよじんぐう）
- 平壌神社（へいじょうじんじゃ）
- 龍頭山神社（りゅうとうさんじんじゃ）